# 德累斯顿轰炸
德累斯顿轰炸（德語：Luftangriffe auf Dresden）是第二次世界大战期间盟军对德国东部城市德累斯顿实施的一系列大规模空袭，是二战期间极具争议性的轰炸事件。1945年2月13日至15日，英国皇家空军（RAF）和美国陆军航空军（USAAF）联合发动了四次袭击，共派出772架RAF和527架USAAF的重型轰炸机，投下超过3,900吨的炸弹和燃烧弹。这场轰炸造成德累斯顿市中心超过1,600英亩的土地被摧毁，最多有25,000人在袭击中丧生。这次袭击亦在战后引发了对其合理性的研究，并成为战时的道德争议之一。
美国空军分别于1953年和1954年提出的两份报告辩护了这次行动，称其为对一个合理战略目标的正当轰炸；报告指出，德累斯顿是一个主要的铁路运输和通信中心，拥有110个工厂和5万名工人，直接支援德国的战力。然而研究人员提出质疑，认为并非所有轰炸目标都是合理的，且认为城市中心以外的工业区域并未受到攻击。另有轰炸的批评者主张德累斯顿是一个文化地标，其战略价值有限，这次袭击亦被指为无差别的区域轰炸，并未达到相应的军事效益，更有人声称这次轰炸已构成战争罪。
至战后的数十年间，德累斯顿轰炸中声称的死亡人数一直存在着争议。当时城市当局估计有多达25,000名受害者，这一数字在后来的调查中证实。然而，战时的纳粹宣传夸大了袭击的死亡人数，声称达到了数十万人。这种造假宣传在西方世界流传了数十年，直到1966年才得以澄清。

## 空袭原因

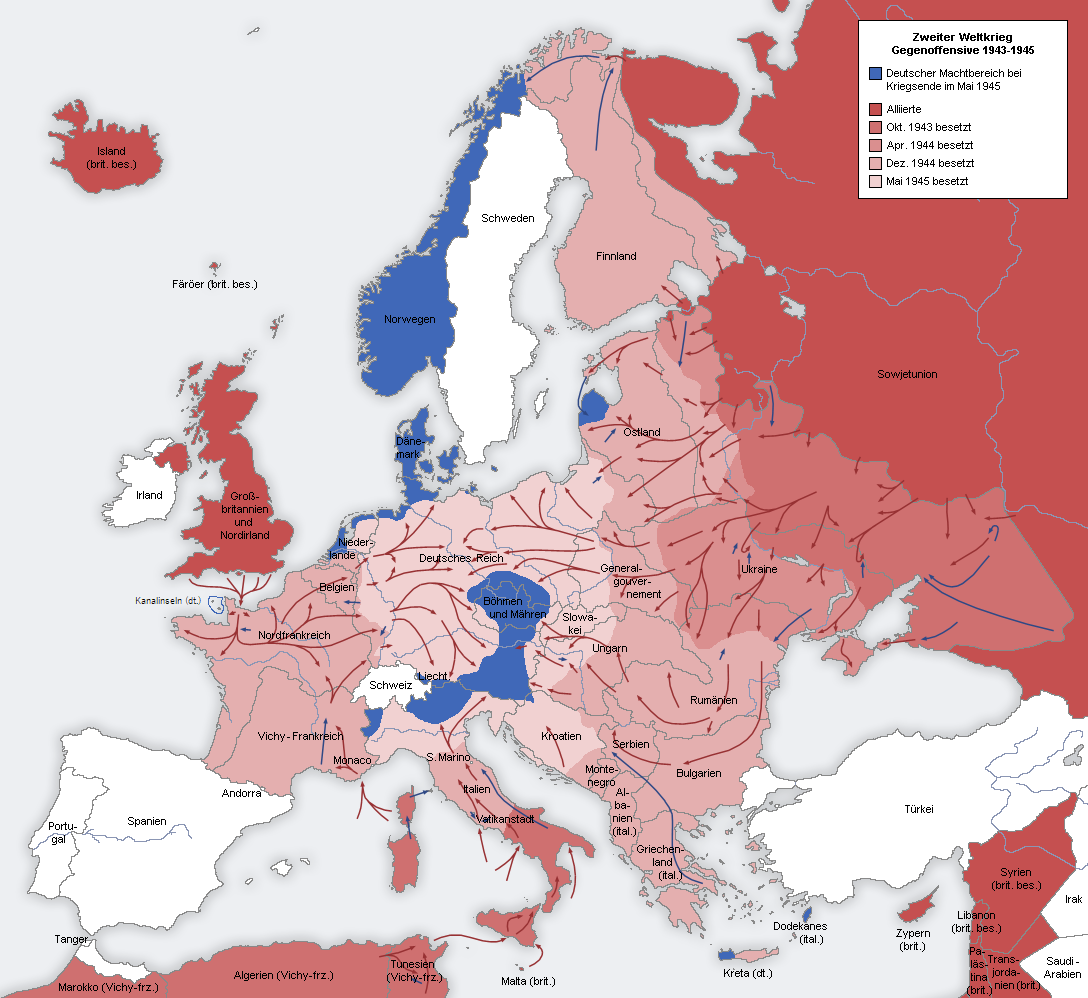
1943-1945年的歐洲戰場

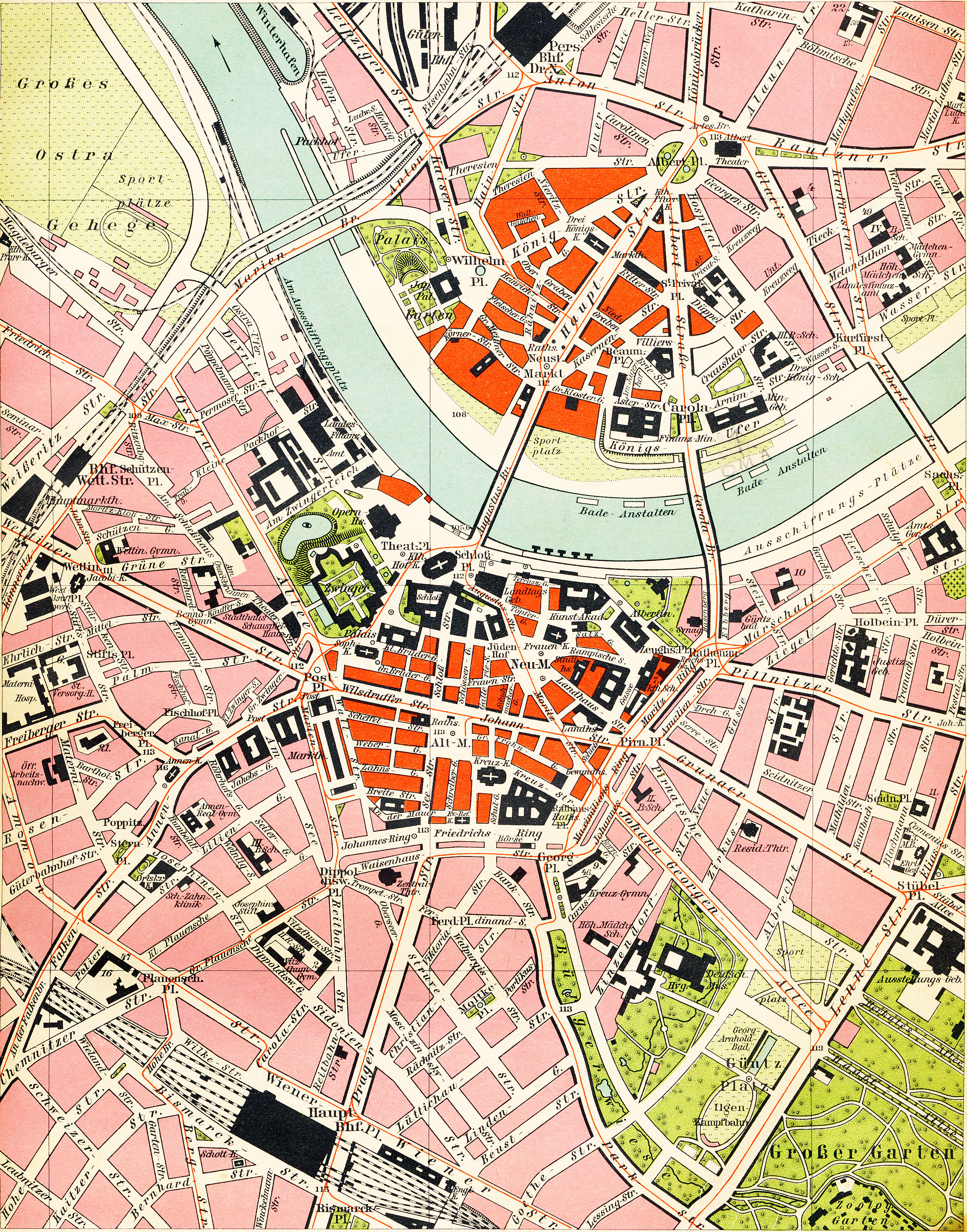
1930年頃的德勒斯登市街圖

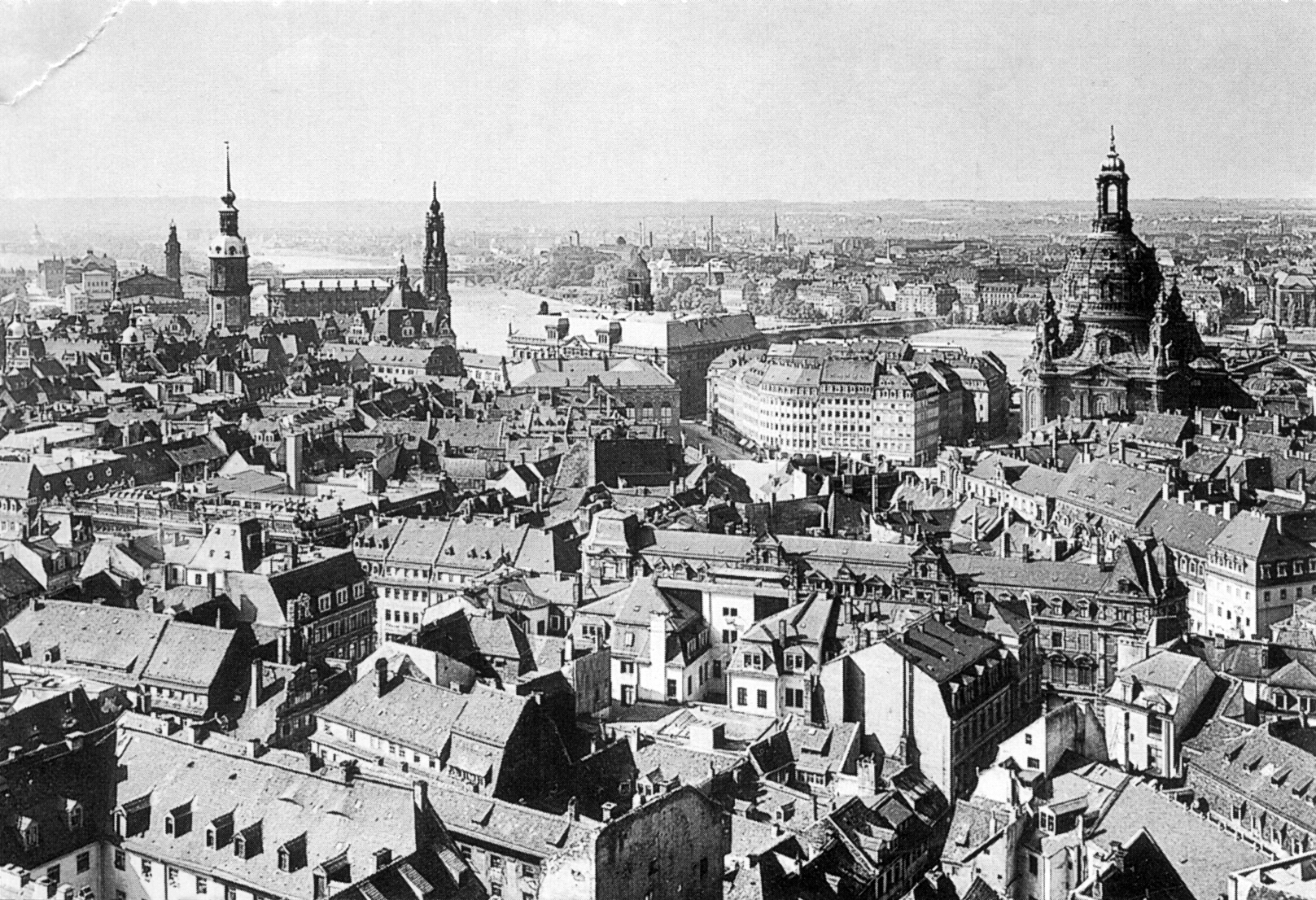
1910年的德勒斯登

1945年初，西方盟军统帅部开始考虑如何采用战略轰炸机武力援助苏联。他们计划轰炸柏林和其他几个德国东部城市，协助苏军前进。1944年夏天，针对上述城市的大规模密集型轰炸方案在讨论后命名为代号“霹雳行动”，但8月16日计划遭搁置。空军总参谋长查尔斯·波特尔元帅写到：“剧烈的闪电战既能给东部敌军撤退时造成混乱，又能牵制西部军队的迁移。”但他提到改为突袭后，飞机当前的基本任务不会减少，即破坏石油生产线，炸毁喷气式飞机制造厂和潜水艇码头。空军副总参谋长诺曼·伯特莱要求英国皇家空军轰炸机部队司令亚瑟·哈里斯元帅只要月亮和天气条件允许，就采取针对柏林、德勒斯登、莱比锡、开姆尼斯的空袭行动。“在苏军顺利推进时，要特别针对上述城市中可能存在的混乱情况加以利用”。
同一天，温斯顿·邱吉尔敦促空军大臣阿奇博尔德·辛克莱爵士：“柏林？或者毫无疑问地选别的东部大城市？我昨天就问过了。现在不该特别考虑那些抢眼的目标。请明天向我汇报下一步行动。”1月27日辛克莱回复：“空军参谋部服从至高命令（即侵袭敌军石油生产线以及其他经核准的目标体系），制定了竭力针对柏林、德勒斯登、开姆尼茨、莱比锡或别的城市的掷弹计划。剧烈的轰炸不仅能摧毁对东部敌军撤退来说重要的通讯设施，而且能牵制西部军队的迁移。”
联合情报委员会得出结论：德军会从其他战线抽调42个师（50万兵力）来增援东线。如果阻止德军调兵能有助于苏军前进的话，那么战争将会早日结束。他们认为到1945年3月德军就能完成援军行动。被截获的名为“激进论者”的密电表明德国确有此意，从而证实了联合情报委员会的分析。他们在建议书中说：“因此，对于接下来数周内英美盟军用战略轰炸机力量给予苏军的协助，我们认为是急遽结束战争的正当途径……针对石油目标的侵袭继续优先……”
此前，苏联已与盟军进行过数次磋商，讨论一旦东线士兵逼近德国，如何运用战略轰炸机力量协助他们的地面进攻。美国大使威廉·埃夫里尔·哈里曼曾访问苏联，与约瑟夫·斯大林商议过这个问题；盟军司令德怀特·戴维·艾森豪威尔将军亦代表盟国远征军最高统帅部考虑过此事；1945年1月，英国空军中将亚瑟·泰德做了有关如何运用战略轰炸机援助苏军进攻的解释性说明，其时正值德国着手于战线之间调遣兵力。联合情报委员会提交的建议书包含在一份名为《关于苏联现行攻势的战略性轰炸》的文件内。1月31日，特德与其空军参谋部在对该建议书进行研究并与苏联协商之后，联合发表了一项吁求进攻柏林、莱比锡、德勒斯登等相关城市的建议书。在空援战术任务中运用战略轰炸机，其目的类似于1944年艾森豪维尔在诺曼底登陆之前所作的战斗机轰炸机准备。在1945年，特德指望运用战略制空权来“阻止敌军在战线之间任意来回地调换兵力。”
在2月4日雅尔塔会议碰面之前，西方盟国已锁定德勒斯登为轰炸目标。在会上，苏联总参谋部副总参谋长阿列克谢·因诺肯季耶维奇·安东诺夫将军就西线盟军战略轰炸机力量提出两个观点。第一个是划分轰炸路线要由北向南移动。不经过苏联特别允许，西线盟军空军不得在东线掷弹以防对苏军造成意外轰炸。第二个是要阻止来自西线阵地、挪威和意大利的德军增援东线，特别是运用空袭使得柏林、莱比锡两地间的连接瘫痪。
应苏联要求，波特尔（也出席了雅尔塔会议）派伯特莱递交给阿历克谢一份请求，上面罗列出既定空袭目标，待与苏方商议。送回波特尔手中的表单上列出的目标包括炼油厂、坦克飞机制造厂和柏林、德勒斯登这两座城市。在随后的讨论中，西方盟国指出如果不轰炸德勒斯登，德国可藉穿越德勒斯登的铁路交通线运送物资，以此足以弥补对柏林和莱比锡的轰炸造成的任何破坏。安托诺夫同意并要求把德勒斯登添加进请求列表。
目标方案在雅尔塔会议上获得通过后，联合战略目标委员会（隶属于盟国远征军空军最高统帅部）即在对美国陆军航空队与英国皇家空军发布的轰炸命令中指出，为了削弱德国通讯线，选中德累斯顿为轰炸目标之一。此次行动由西方盟国最高军事指挥部参谋长联席会直接授权。
英国皇家空军参谋部在所写的文件中申明，他们下达采取轰炸的命令，旨在“破坏通讯”，是为了阻碍德军的东调和撤退，而不是为了杀戮被疏散的难民。所以伯特莱在雅尔塔要与苏方商议轰炸目标，而在他为坡特起草的优先级表中，充分优先考虑的东部城市仅有两个（轰炸对象）：柏林和德累斯顿。这与皇家空军制定的把交通枢纽兼工业地性质的城市列为轰炸对象的战略相适应。雅尔塔会议后，柏林和德累斯顿都遭受了轰炸。
苏联军事智囊团宣称，那些停在主站的火车都是军用火车，途经德勒斯登开往前线。但这被证明是错误的。火车其实用来疏散来自东部的难民。英国皇家空军简报摘要提到如下请求：“俄军抵达，命令（轰炸）执行。”这一陈述的明确含义至今不明。有以下几种不同的可能性解释：皇家空军实力的骄傲宣言？还是西方盟国在向苏军表明他们正全力以赴助其进抵？或者彰显西方力量以警告或威胁苏联，导致日后的冷战。

## 空袭

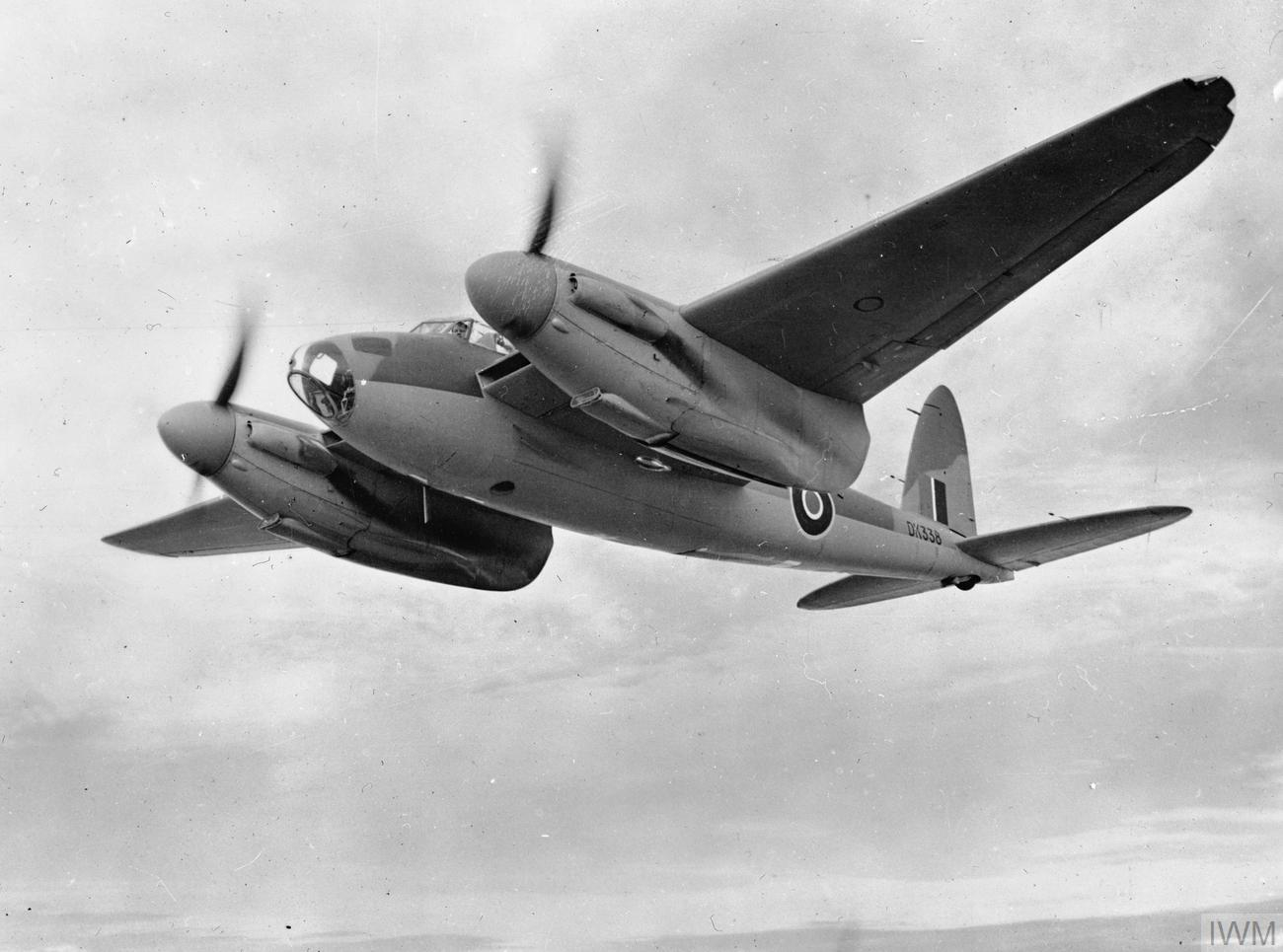
蚊式轟炸機投擲信號標誌，引導轟炸機在目標區投彈

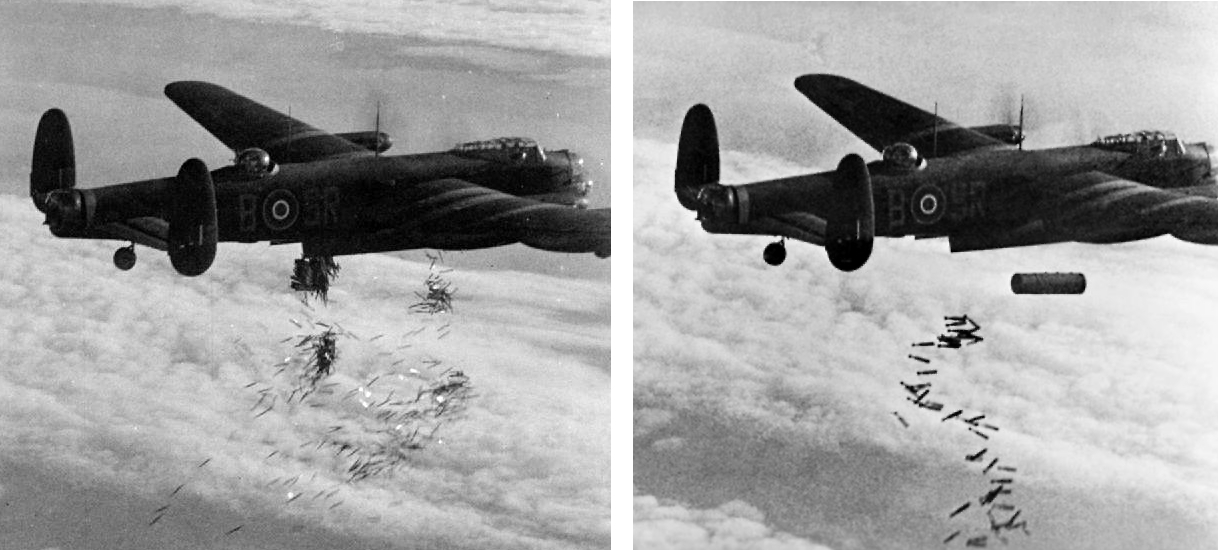
蘭開斯特轟炸機先投擲4磅（1.8 kg）重发出荧光的“目标指示棒”，再投擲4,000磅（1,800 kg）高爆炸彈與30磅（14 kg）燃燒彈

在2月13日夜袭之前，靠近德勒斯登市中心的铁路调车场在白天已两度遭受过美国陆军航空队的第八航空队的轰炸。第一次是1944年10月7日，70吨高爆炸弹投向调车场；第二次在1945年1月16日，133架轰炸机向其投掷了279吨高爆炸弹和41吨燃烧弹。
原定由美国陆军航空队第八航空队执行的轰炸德勒斯登的燃烧弹之役本该始于2月13日，但第八航空队驻扎机场上空恶劣的天气阻碍了飞机起飞采取军事行动，于是任务转由英国皇家空军轰炸机司令部来执行初袭行动。2月13日晚间，英国皇家空军出动了796架兰开斯特轰炸机和9架德·哈维兰蚊式轰炸机（分两波遣往德勒斯登，总计空袭1,478吨高爆炸弹、182吨燃烧弹，轰炸一直持续到2月14日早晨五、六点钟。
第一波空袭由英国皇家空军第5中队的数架兰开斯特轰炸机于22时14分飞抵德勒斯登上空（CET），每架轰炸机在两分钟内扔完所携带的大量4磅重的“目标指示棒”（target indicators，TI），这些目标指示棒发出红色或绿色的光，为后续批次的大规模轰炸机队指示目标。随后的第5中队244架兰开斯特式轰炸机在22时22分前投下了800多吨炸弹。
三小时后，英国皇家空军第一中队、第三中队、第六中队和第八中队清一色的兰开斯特式重型轰炸机运用第八中队提供的标识技术，发动了第二轮空袭。那时天气已放晴，529架兰开斯特式重型轰炸机在01:21到01:45之间，以高精确度投下超过1,800吨炸弹。两次空袭中，英国皇家空军损失了六架兰开斯特式重型轰炸机，此外还有两架在法国、一架在英格兰坠毁。
2月14日12:17至12:30，美军第8航空队的飞机终于能起飞，311架美国B-17轰炸机以铁路调车场为瞄准点，在德累斯顿投下771吨炸弹。＂部分担任护航的P-51野马战斗机得到命令，环绕德累斯顿对路面交通设施进行低空扫射，藉此凭添混乱”。1945年2月，火災暴風吞噬了德累斯顿，数则报道称平民在逃离时遭到了美军飞机的猛烈扫射，但历史学家戈茨·伯甘德（Götz Bergander）的近著驳斥了这种观点。在空袭期间美军与德军战机围绕德累斯顿进行过一场短暂、但很可能剧烈的空中激战，某些交战回合或许侵袭到地面并且误射火力。美军的轰炸一直持续到2月15日，投掷了466吨炸弹。在四轮空袭中投掷的炸弹总共约有3900吨。 
燃烧轰炸按当时的标准程序严密进行：先投掷大量的高爆炸弹，掀掉屋顶，露出房梁等木结构；爆炸气浪把房间的隔门冲走，行成贯通结构。然后投下大量燃烧弹点燃房屋的木材结构。再投下高爆炸弹来阻遏消防队的救火行动。这一切最后形成一股持续一段时间的火災暴風，中心火场温度激增至摄氏1,500度。轰炸区域着火后，焚烧区上方的空气温度暴涨并且产生高速上升气流，外界的冷空气被极速带入的同时也将地面的人们吸进火中。
后来，美国陆军航空队对德累斯顿铁路调车场又发动了两次深度空袭。第一次在3月2日，406架B-17s型轰炸机投下940吨高爆炸弹与141吨燃烧弹；第二次在4月17日，580架B-17s轰炸机投下1,554吨高爆炸弹与164吨燃烧弹。

## 影响

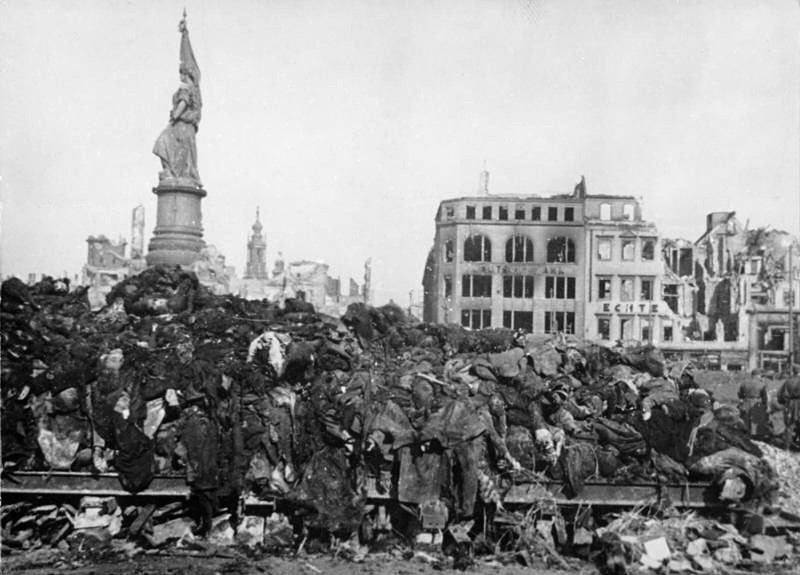
空袭后的德累斯顿老城

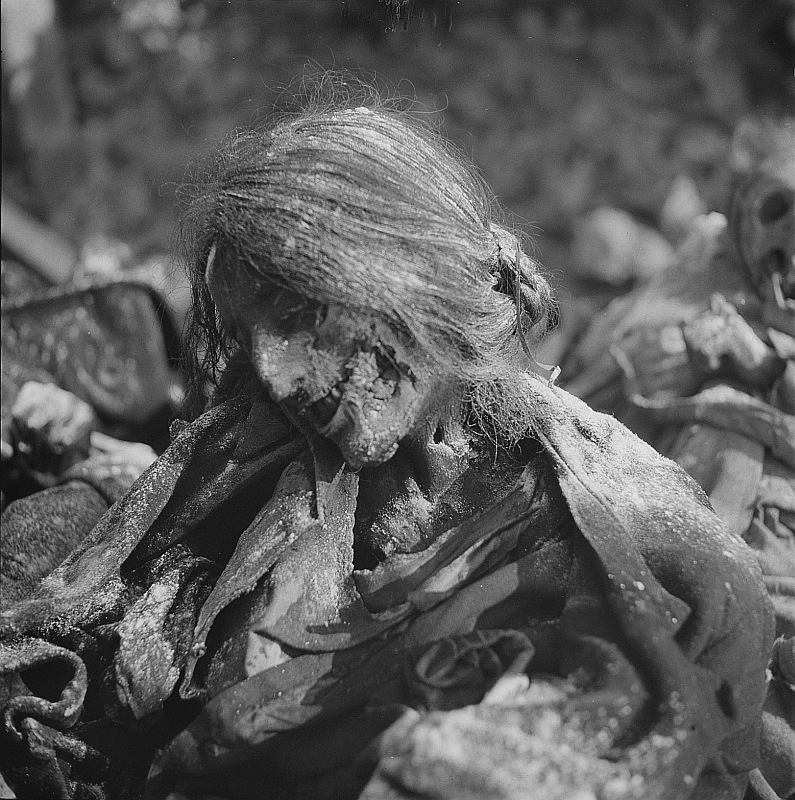
防空避難所中的女性屍體

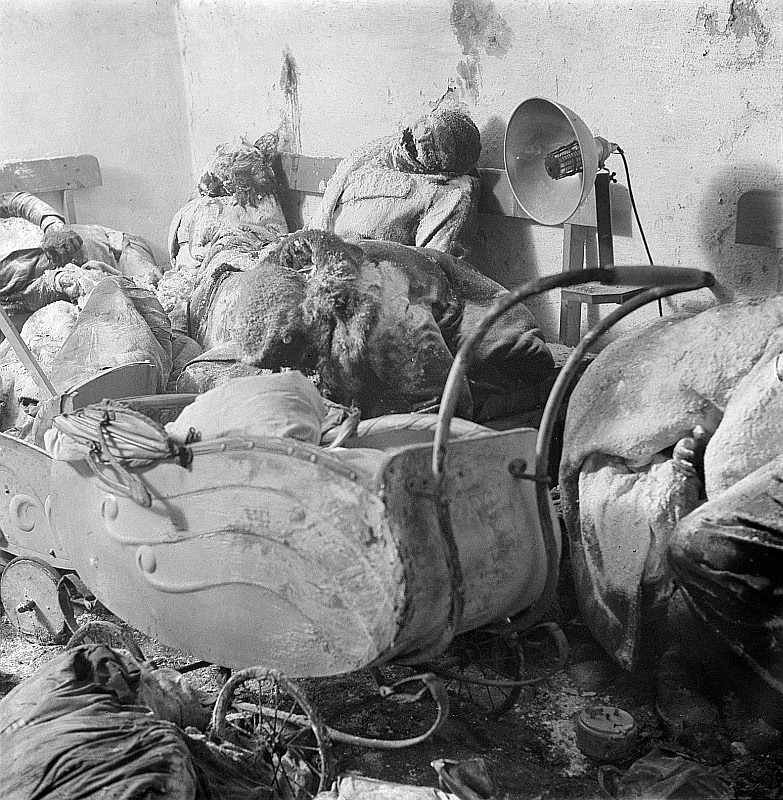
一個母親僵死在嬰兒車上

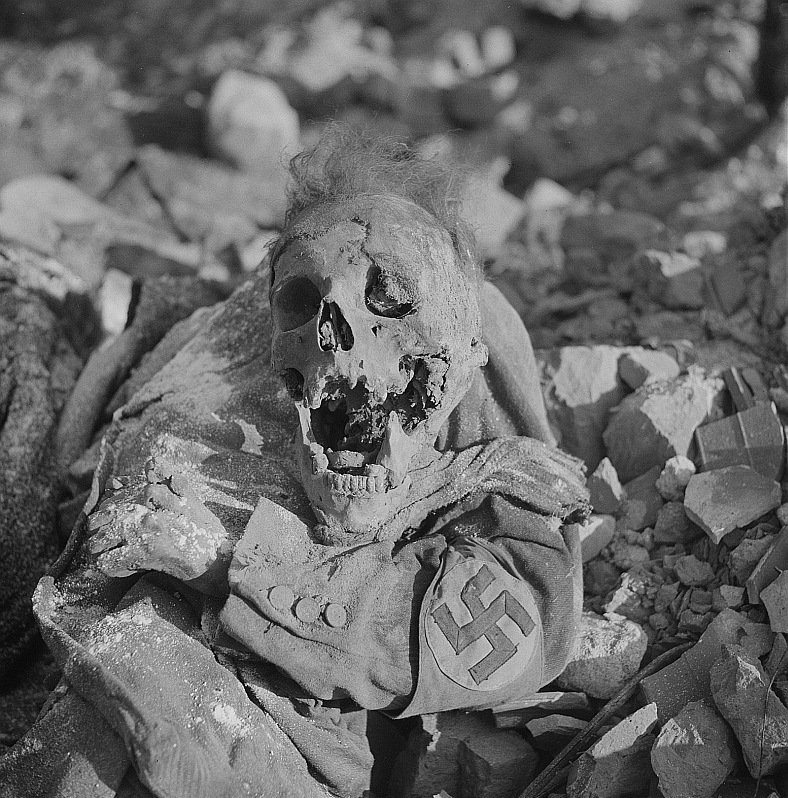
防空避難所中身著制服（袖上有納粹黨徽）的骷髏頭及屍體

在德累斯顿大轰炸之后不久，警方报告中表明老城區和内城东面郊区整个被大火吞噬燃燒，包括住宅棚屋在内，约有12,000所寓所毁于一旦。报告还提到空袭摧毁了“24家银行、26座保险大楼、31家百货及所屬的零售商店、647家店铺、64家仓库、2座市场、31所大型旅馆、26座公共酒店、63座行政大楼、3座剧院、18家电影院、11座大教堂、6所小教堂、5座历史文化建筑、包括附属醫院、私人诊所在内的19家医院機構、5座领事馆、1个动物园、一家自来水厂、一条铁路设施、19个邮局；、9所学校、4条有轨电车路线以及19艘轮船与驳船。报告也提到设在Tauschenberg宫的国防军主司令部内有19家军事医院和大量非机要军用设施被摧毁。還有幾乎200個工廠被損毀，136個嚴重損毀（包括数个卡尔·蔡司光学/精工仪器厂），28个中度损毁，以及35个轻度损毁。
“英方的估计，……推断出23％的城市工业建筑遭到严重破坏，56％的非工业建筑（寓所除外）受重创。在市区住宅结构总数中，78,000座被夷平，27,700座暂时无法居住但最终仍可修复，64,500座遭轻度破坏容易修复。后来的估算表明80％的城市房屋结构经受了一定程度的破坏，50％的住宅夷为平地或严重毁坏。”美国陆军航空队“2月14日和15日针对城市铁路设施的空袭造成大面积的严重破坏，通信完全瘫痪……”，“而那條往來交通命脈—橫亙易北河上的鐵路橋—亦被破壞至無法使用，並於空襲後封閉了很多個星期。”在包括市中心约有28,410多所房屋，其中24,866所毁于空袭，遭到完全破坏的区域面积达15平方公里，包括：14,000栋民宅、72所学校、22家医院、19座教堂、5个影剧院、50家银行和保险公司、31家百货公司、31家大型宾馆、62座行政大楼以及诸如因哈吉（Ihagee）摄影工厂等。全城统共222,000座公寓住宅，其中75,000座完全被摧毁，11,000座严重受损，7,000座受损，81,000座轻度受损。那时城市受损区域面积大约有300平方公里。虽然主火车站完全被毁，但那些日子里铁路线仍在运行。
确切的死亡人数难以统计，是未知数。估算之所以困难，源于在1939年，市区与拥有64万2千人口的周边郊县当时挤满高达200,000名难民以及数以千计的伤兵。难民命运未卜，他们有可能被屠戮，或者在火焰风暴里被烧得面目全非，也有可能已离开德累斯顿去了别的地方而不为官方所知。早期著名的死亡人数估算从25,000名变化至60,000多名，但历史学家现在认为可能的范围大约在25,000-35,000之间，而德累斯顿历史学家弗雷德里克·瑞查特1994年最新研究倾向于此范围之较低部分。这些估算表明德累斯顿大轰炸中的死伤者与德国其他城市地区进攻时遭受炮火袭击的伤亡者在数量上不成比例。
当代德国官方记录登记的掩埋人数约21,271名，包括在老市场（Altmarkt）火化的6,865人。根据德国官方第47号动员令，到1945年3月22日，共正式掩埋了大约25,000具（德累斯顿大轰炸）军民的尸体。（"TB47"）在1945年5月与9月之间没有掩埋人数登记。在往后的年份记录中，1945年10月至1957年9月，死于战争的人数记录为1,557名；1945年5月至1966年，重又发现了1,858具尸体；1990年到1994年期间，虽然城市历经大兴土木与挖掘工作，但战争遗骸毫无发现。权威记录失踪者为35,000人，日后发现约10,000人尚存。近些年来德国的死亡人数估算略有上扬而英国有所下降，这与早期的情况恰好相反。
更高的死亡人数估算范围高达30万人。数据来源备受争议未必可靠，例如约瑟夫·戈培尔执掌的德意志国民教育与宣传部、苏联历史学家以及戴维·欧文——曾经走红但现已声名扫地的自学出身的史学家，他收回了自己更高的死亡人数估算。哥伦比亚百科全书和微软电子百科全书列出的死亡人数从“35000到135000”，其中大的数字符合欧文已收回的“权威性”更高估算值。
纳粹在宣传部竭力利用德累斯顿大做文章，承诺迅速采取报复行动。苏联在冷战早期也把德累斯顿大轰炸当作宣传工具，以此来疏离东德人与美国人、英国人的感情。
德累斯顿所遭受的破坏不亚于其他德国城市，尽管这次轰炸的投弹数量并不是最高的。但良好的天气、木结构的房屋、各建筑物之间相通的地下室，以及事前的准备不足（纳粹地方长官马丁·穆施曼被认为应对此承担主要责任），这些因素凑在一起，使得德累斯顿大轰炸极具破坏性。此外，2004年末，一名曾涉及轰炸的英国皇家空军人员在接受英国广播公司第四频道采访时提到又一个因素，即德方的防空火力比预计的水平更低，这确保了部分轰炸机的高精确度。3月29日，波特姆莱重述邱吉尔的备忘录草案。戰爭結束後邱吉爾於回忆录中寫道「......」。

### 对空袭的官方反应

#### 德方
德方对侵袭的政治反应一波三折。某些政府官員，特别是罗伯特·莱伊和约瑟夫·戈培尔，想以之为由废除二战中西方阵营遵守的日内瓦公约，枪决俘虏的盟军轰炸机飞行员。但最后纳粹政府所采取的政治行动仅是把这次轰炸用作反对西方的宣传工具。
戈培尔把德累斯顿大轰炸的死亡人数夸大了10倍，德国外交官向中立国散布夸大的死亡数字，并且展示那些有关废墟、死者、被烧得面目全非的儿童的照片。碰巧，在德累斯顿大轰炸前一天，一份向中立国公布的德国外务文件指责亚瑟·哈瑞斯为“欧洲头号敌人”，且被当作支持“恐怖大爆炸”的领导角色。
2月16日，戈培尔领导的纳粹宣传部发表了一份新闻稿，概述纳粹宣传路线：德累斯顿没有军事工业，只有文化和诊所。2月25日，公布的名为《德累斯顿——屠杀难民》的新传单上印有两个烧焦的孩子的照片。传单申明，死者不是10万，而是20万。其时还未见官方数字，所以上述死亡人数是推测而来，但国外通讯社，像瑞典的就使用“来自柏林的私人渠道”这样的习语。
弗雷德里克·泰勒说道：“有充分的理由相信，戈培尔的宣传部在三月的副本或节选中将一份官方政治报告泄漏给保持中立的通讯社……在空袭造成的死亡总人数上多加了一个零，使其达到202040”。3月4日，戈培尔在《帝国周刊》中发表了一篇冗长的文章，他向德国公众强调盟军对德国文化象征的破坏和损毁，但对德国战争行为造成的破坏却只字不提。
弗雷德里克·泰勒认为宣传很成功，因为在当时它不仅影响了那些中立国的态度，而且当理查德·斯多克斯引用来自德国新闻社的情报时，其宣传成果渗入了英国国会下院。泰勒称，虽然德累斯顿大轰炸影响了人们对盟国宣称的绝对道德优越感的理解，但（盟国民众的）部分义愤其实源于藉戈培尔的宣传杰作。

#### 英方
根据《牛津第二次世界大战全书》所言，空袭发生两天之后，英国准将科林·麦克凯·麦格里尔森在一份由盟远征军最高指挥部掌控的非正式新闻简报上向记者说到，“雷击”行动的目标是在广大民众的聚集区掷弹，切断救济物资的畅通。美联社的一名战地记者霍华德·考文随后编造了一篇报导，声称同盟国已诉诸恐怖轰炸。报纸社论就此问题穷追不舍，英国下議院议员理查德·斯多克斯长期反对战略轰炸，曾在下议院对此提出过质疑。
城市的毁灭引起英国消息灵通人士的不安。根据记者马克斯·黑斯廷斯1945年2月的报道，德国诸城市上空的空袭已变得与战争结果无甚关联。对全欧洲的有识之士来说，德累斯顿的名字拥有如下共鸣——“易北河畔的佛罗伦萨；如许魅力与优美之家园；特罗洛普小说中的女杰之故乡；贵族子弟游学之圣地”。黑斯廷斯认为，德累斯顿大轰炸使同盟国国民第一次对打击纳粹的军事行动产生怀疑。
事先赞成把德累斯顿列入目标进行轰炸的邱吉尔，事后却对该事件划清界限。3月28日邱吉尔给英军总参谋长以电报的形式发去一份备忘录，同时抄送英国皇家空军参谋长：“在我看来质疑德国城市轰炸的时刻业已到来。虽然有其他诸多借口，但对单单出于增加恐怖的目的进行的轰炸应当再评价。另外我们应开始控制那片被彻底摧毁的土地……德累斯顿大轰炸留下对盟国轰炸行径的严肃质疑。我主张此后我们必须更严格地考虑我们自己而不是敌人的利益来研究军事目标。
外交大臣已向我说及这个事宜。直接交战区后有不少军事目标，比如石油和交通设施。我觉得有必要给予它们更集中、更精确的军事打击。散布恐怖、肆意破坏，这样做即使令人印象再深刻，也不及这一需求来得迫切。”
3月29日，英国皇家空军轰炸机部队总指挥官亚瑟·哈里斯给英国航空部写信（“抵得上一名英国擲弹兵的生命”的措辞显然对应俾斯麦那句著名的言论：“抵得上一名波美拉尼亚擲弹兵的生命”）:
“我[……]尚在思虑中的观点大约这样：毫无疑问我们过去认为侵袭德国城市天经地义。但那么做永远不得人心。现在德国人遭受了挫败。无论如何我们要适当地避免这类轰炸行动继续下去。我从不赞成这类轰炸教条。除非在战略上是合理的，否则侵袭城市就像任何其他战争行径一样让人不堪忍受。但就趋向缩短战争进程与保护盟国士兵们的生命而言，这些战争行径在战略上是合理的。在我看来，我们绝对无权停止那些战争行径，除非确定它们不再具有战略作用。我个人觉得，德国残存的那些城市加起来，也抵不上一名英国掷弹兵的生命珍贵。精神病学家能轻易地解释民众对德累斯顿的这些情感。德累斯顿让人联想到的是德国乐队和易北河畔的牧羊女。但实际上它也是兵工厂集中地、政府行政中心和通往东部的交通枢纽。现在那一切都已不复存在。”
迫于英国空军参谋长们的压力，回应来自其中的坡特尔和阿瑟·哈里斯的观点，邱吉尔经再三考虑，撤销了早先的备忘录，颁布了新版本。1945年4月1日写就的备忘录终极版宣称：“在我看来质疑的时刻已经来临。所谓的对德国诸城施行的‘区域轰炸’应当从我们自身利益来进行评论。如果我们开始控制那片被彻底摧毁的土地，我们和盟军都将遭受严重的膳宿短缺……我们必须看出，从长远而言，我们的进攻更多是伤及自身而非敌人。”

## 爭議
德累斯顿大轰炸的性质问题尤显特出，成为争论焦点所在。从极左翼到极右翼之间，各个政派都发表了意见。
获得诺贝尔文学奖的德国小说家君特·格拉斯与泰晤士报以前的编辑西蒙·詹金斯都把德累斯顿大轰炸看成“战争罪行”。
历史学家马克斯·黑斯廷斯在《盟军轰炸德累斯顿》一文中说：“我认为把战略轰炸说成是“战争罪行”是错的，因为在道德层面上，这样说可能意指其等同于纳粹党人的行为。虽然是错的，但轰炸真正打击了德国的军事力量。”
德国文学评论家哈罗德·耶纳宣称：“看吧，德累斯顿大轰炸，真正针对平民的袭击。”
种族灭绝观察组织的负责人格瑞格雷·H·斯坦顿博士指出：“纳粹大屠杀是历史上最邪恶的种族灭绝行为之一。但盟军在德累斯顿掷燃烧弹，在广岛和长崎投原子弹同样也是战争罪行——如里奥·卡玻和埃里克·马库森所说，这也是种族灭绝之举。”
法兰克·绰克和库尔特·约纳森在其所著《种族灭绝：史学及社会学》一书第24页中写道：“种族灭绝在定义上应排除空袭所造成的参战国平民伤亡。就此我们与尚·保罗·萨特尔和李奥·库帕的观点并不相同”。
德国极右翼也将德累斯顿视为象征，并在轰炸周年集会。他们提出：协约国与轴心国在道德上相去无几，德累斯顿便是其证明。他们把协约国的空中轰炸行为提升到“轰炸毁灭”的术语高度，尤其针对德累斯顿空袭而言。2005年1月22日，一名德国国家民主党领导人在萨克森国会演说中使用了“轰炸毁灭”的术语，由此引爆出一场新的关于如何对待右翼极端分子的公众讨论。德国政界主流认为：此辈利用轰炸，意图激起民众情绪，进而推动新纳粹事业；不仅如此，他们凭着有关宣传，还欲提倡相对主义论调，借之淡化纳粹大屠杀等罪行。一些德国人认为“轰炸毁灭”违反了德国明令禁止的否认纳粹大屠杀的法律条文。

### 技術性意見
轟炸德國比轟炸日本有更好的條件避免平民傷亡，但是英國在這方面的努力遠遜於美國：美國轟炸日本時以更多的手段（如先發傳單再轟炸、先嘗試白天轟炸）減少平民傷亡。

### 支持將大轰炸列为战争罪行
人们普遍把德累斯顿大轰炸视为可憾或过度的侵袭，而非将其抬至战争罪行的讼案。文化的重要性——被明确列入海牙公约的要素——是德累斯顿之所以成为“讼案”的第一依赖因素。在人们知道侵袭的规模和范围后不久，民众开始宣称“讼案”观点。
德累斯顿是前薩克森王國的首都，素有“易北河上的佛羅倫萨”（Elbflorenz）之称，被视为巴洛克风格的典型城市与德国东南部的文化中心，拥有茨温格宫、德累斯顿国家歌剧院、聖母教堂等众多赫赫有名的建筑。战前，该城主要生产瓷器、帽子、茶碟和香烟。英国历史学家安东尼·比弗写道：在英国皇家空军空袭之前，德累斯顿被认为是相对安全的城市。轰炸当天，城内有超过30万名来自东部前线的难民。
德累斯顿并没有直接的军事目标，同时该城遭到了燃烧弹的过度破坏，主张德累斯顿大轰炸属于战争罪行的一方用这两点作为其最充分的论据。许多人认为军事意义的缺乏、平民死亡的代价以及德累斯顿文化上的重要地位这些因素就足以为轰炸定罪。
受争议的特立独行的德国史学家乔治·弗瑞德里克（Joerg Friedrich）在其著作《火焰》（Der Brand）中用有据可查的材料来证明大规模的轰炸作战（bombenkrieg）堪称暴行，因为纳粹军在1945年2月已全面撤退；德累斯顿大轰炸被看成战争罪行，因为对平民的摧残甚过对军事目标的打击。他认为因为协约国意欲造成尽可能多的平民死亡，甚至按法律标准来看轰炸时间，对德累斯顿的攻击也该算是战争罪行。
他也认为以往那些并非出于防御性的轰炸攻击，使得盟军对燃烧弹潜在的破坏力心知肚明；而德国空军防御力量的崩溃，以及轰炸精确度的改良，也使得盟军知道为期不远的进攻可能造成越来越多的平民死亡。他正耗费大量时间来考证德累斯顿大轰炸的口述历史和地方档案，以及当地民众对当时所见所感的回忆。
弗瑞德里克谨慎地与同情新纳粹的人士保持距离。他说用“大屠杀”来形容轰炸是错误的，因为它混淆了整个战争与彻底的种族灭绝行径之间的界限。
甚至那些把德累斯顿大轰炸当成憾事的史学家都对弗瑞德里克的论点持有异议。他的案例（1945年2月德军的状态）及其愿意相信战后德累斯顿人与国家社会党政府沆瀣一气的叙述，这明确成为争议至关重要的内容。南开普敦大学的乔治·阿诺德（Joerg Arnold）声称虽然弗瑞德里克的著作在考证德国空战经历方面具有巨大价值，但作为分析文本来看它存在严重的缺陷。

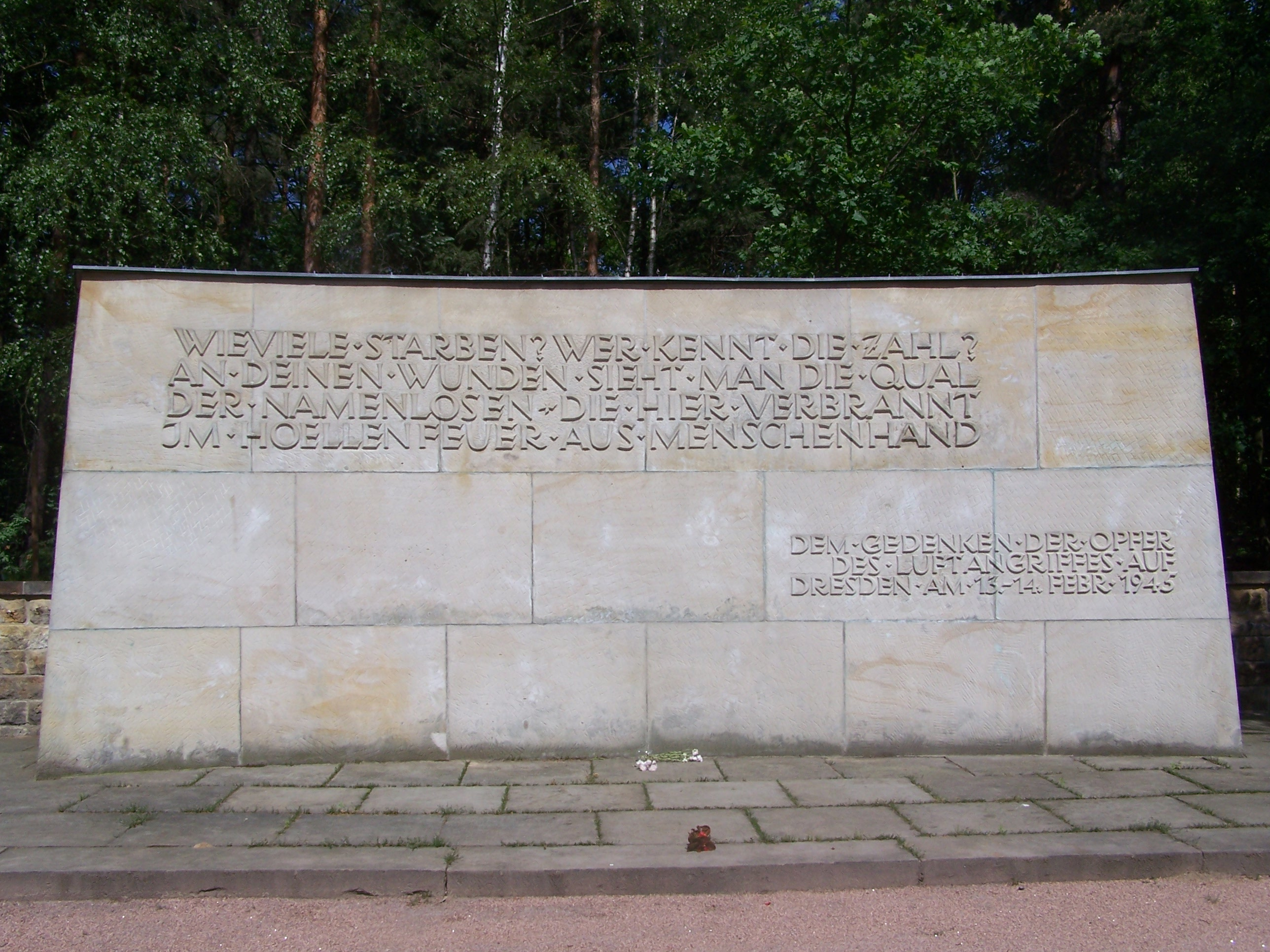
德累斯頓海德弗里德霍夫公墓的紀念碑。 上面寫著：“死了多少人？誰知道具體數字？在你的傷口中，人們看到了無名者的痛苦，他們在這裡被大火焚燒，在人為製造的地獄之火中喪命。”（Wieviele starben? Wer kennt die Zahl? An deinen Wunden sieht man die Qual der Namenlosen, die hier verbrannt, im Höllenfeuer aus Menschenhand.）

### 反对将德累斯顿大轰炸列为战争罪行
从协约国的条约职责中提到的细节可看出：1945年空袭与国际法“根据国际人道法审视此类事件，人们应当牢记二战期间没有任何协议、条约、公约或其他手段来履行保护平民或其财产的职责，因为当时的公约只有效保护陆战、海战、医务船中的伤病员和保护战俘的战争法案及惯例的实行。”.

## 战后重建与和解
戰後，以及德國統一之後再次做出了巨大的努力，以重建德累斯頓的一些前地標，例如聖母教堂，薩珀森柏歌劇院和茨溫格宮（後兩個在統一之前進行了重建）。
1956年，德累斯頓與考文垂建立了雙城關係。作為軍事和彈藥生產的中心，在1940年和1941年的考文垂大轟炸期間，考文垂在德國空軍的手中遭受了英國任何城市的最嚴重襲擊，造成超過1,200名平民喪生，並摧毀了其大教堂。
1990年柏林牆倒塌後，一群著名的德累斯頓人發出了國際呼籲，稱為“德累斯頓的呼喚”，要求人們幫助重建路德教會的聖母教堂，多年來的毀壞已成為柏林的象徵。巴洛克式的聖母教堂（始建於1743年）最初似乎能倖免於襲擊，但幾天后倒塌了，後來的共產主義政府將廢墟留在原地，作為反戰紀念館。
英國慈善機構德累斯頓信託基金（Dresden Trust）成立於1993年，以響應呼籲的呼籲，從英國的2,000人，100家公司和信託基金中籌集了600,000英鎊。他們為該項目提供的禮物之一是金匠Gant MacDonald在倫敦製作的八米高的球體和十字架，使用從考文垂大教堂屋頂廢墟中回收的中世紀釘子，部分由兒子艾倫·史密斯（Alan Smith）手工製作而成參加突襲的飛行員的形象。
GHND在聖母教堂附近重建的巴洛克式建築
建築師使用3D計算機技術對新的聖母教堂進行了長達7年的重建，以分析舊照片和保存並於2005年10月30日正式奉獻的每塊瓦礫，約有1800位客人參加了此項服務，其中包括德國總統霍斯特·科勒、前任和現任總理格哈德·施羅德、安吉拉·默克爾和肯特公爵。
德累斯頓歷史新市場學會成立於1999年，是德累斯頓歷史核心的進一步發展。社會致力於盡可能地重建歷史悠久的市中心。
2003年，將近68,000人簽署了支持重建新市場地區的請願書，佔整個選民的15％。這取得了開創性的結果，因為它表明了對該倡議目標的廣泛支持，並對歷史悠久的德累斯頓表示了廣泛的讚賞。這導致市議會決定根據歷史設計重建大量的巴洛克式建築，但在兩者之間採用現代建築。
周圍的新市場建築物的重建一直持續到今天。

## 对艺术文化的影响
美國作家庫爾特·馮內古特的写作灵感多来自在德国德勒斯登战俘营逃过恐怖大轰炸的亲身经历。二次世界大战期间，在惨烈的突出部之役后，23岁的馮內古特于1945年遭德军俘虏。馮內古特被囚禁在德国东部萨克森州的德勒斯登战俘营时，德勒斯登遭英美联军发动大轰炸，馮內古特与战俘躲在地下储肉室，整座城市在炮火烈焰中被烧成废墟，他是仅有幸存七名美军战俘之一。

此经历也成了他在1969年越战正如火如荼时出版《第五号屠宰场》故事的核心，小说出版后兴起一股阅读热潮，影響了越戰之後美國青年對戰爭的看法（後越戰時代）。这本小说描述一名士兵躲在德勒斯登地下屠宰场“流离于时间之中”的超自然人文小说，首页一行纪念文写道“约莫所有的事就这么发生了”（So it goes）。

墳墓和紀念
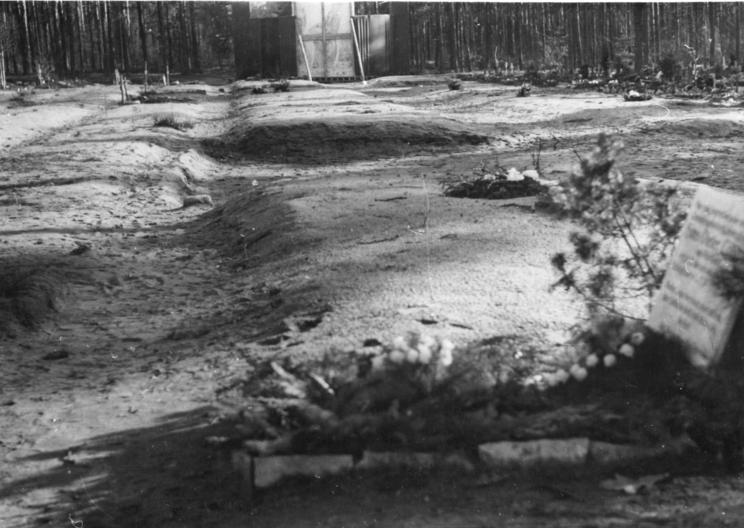
Massengräber auf Heidefriedhof (1950). Körperbestattungen: 11.500, Aschegrab: 6.865 Opfer
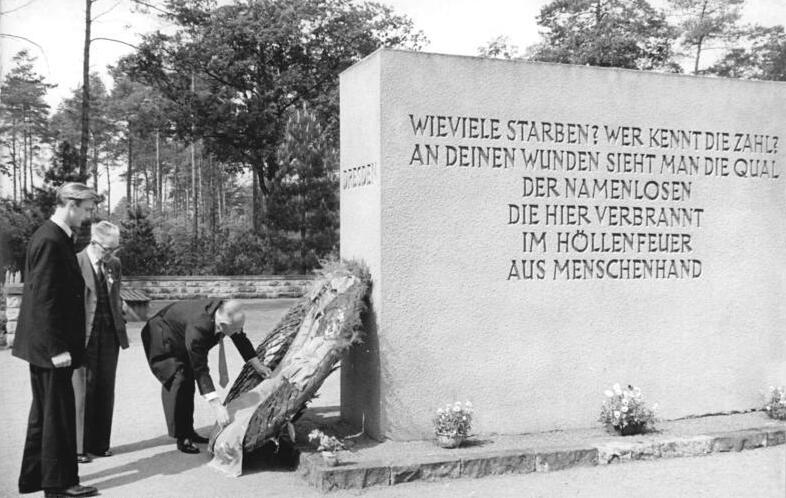
Denkmal Heidefriedhof (1956)
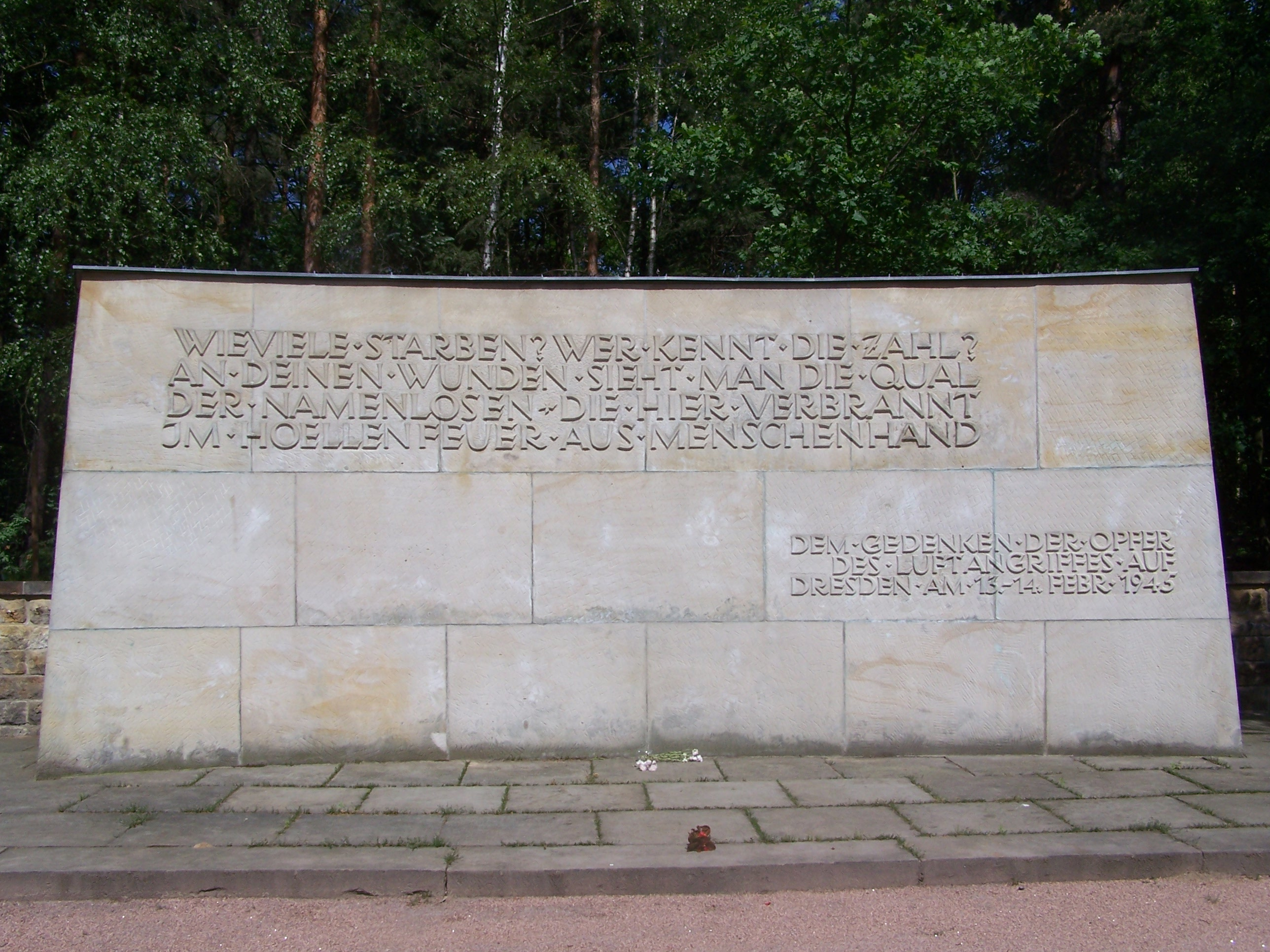
Denkmal auf Heidefriedhof (2007)
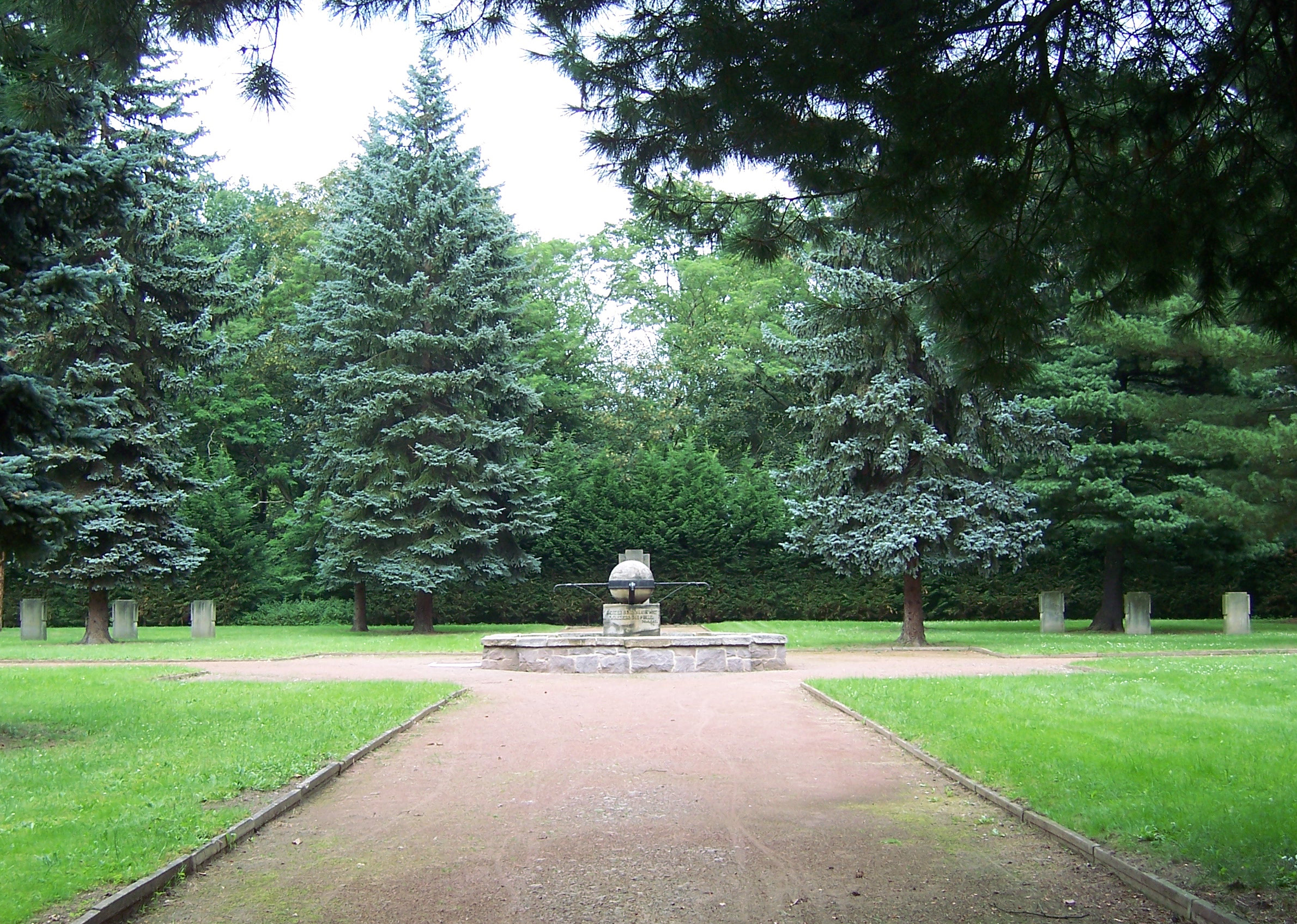
Gedenkstätte über Massengräbern auf Johannisfriedhof (2009)
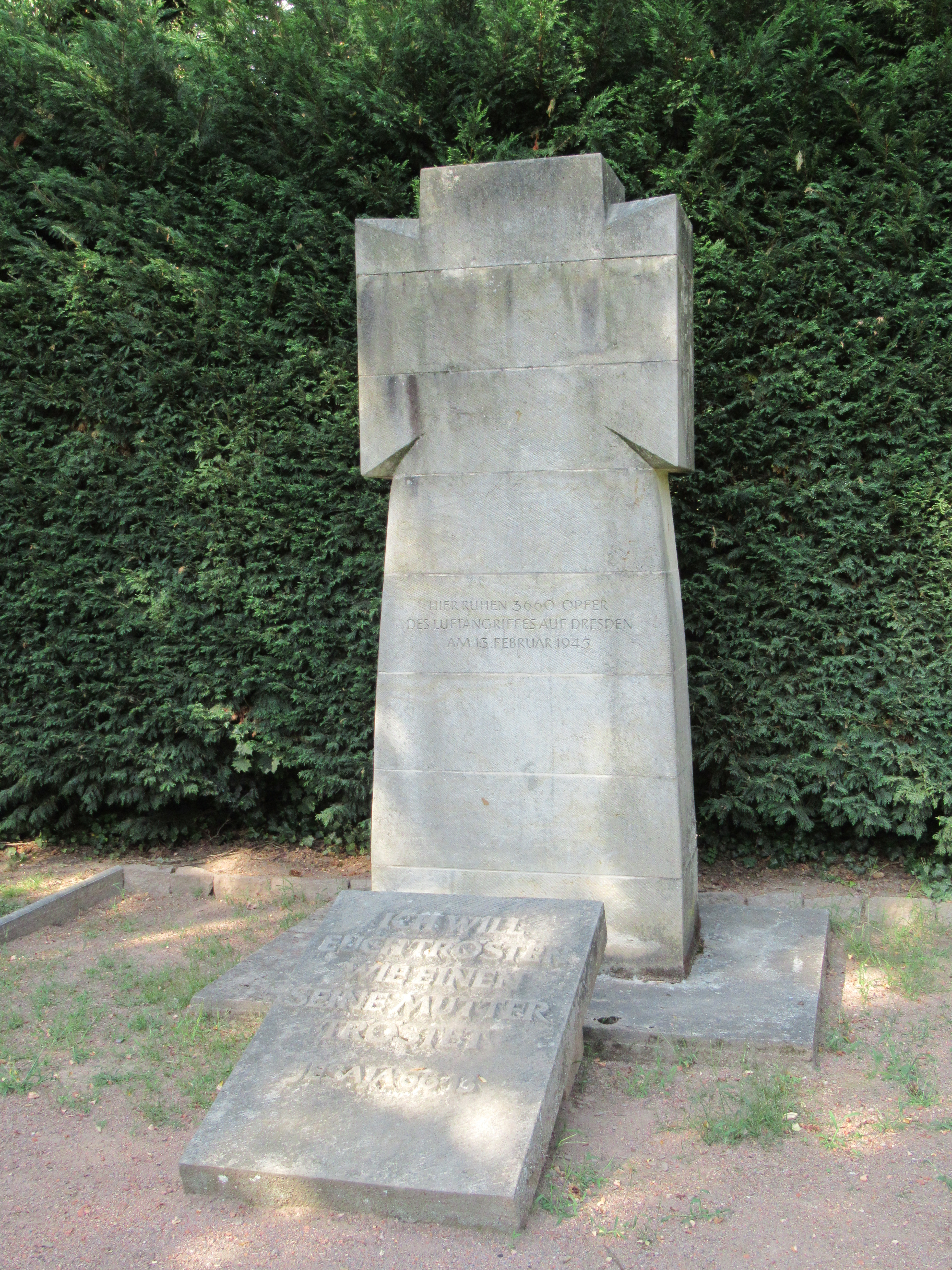
Johannisfriedhof Kreuz über 3.700 Gräbern (Foto 2020)
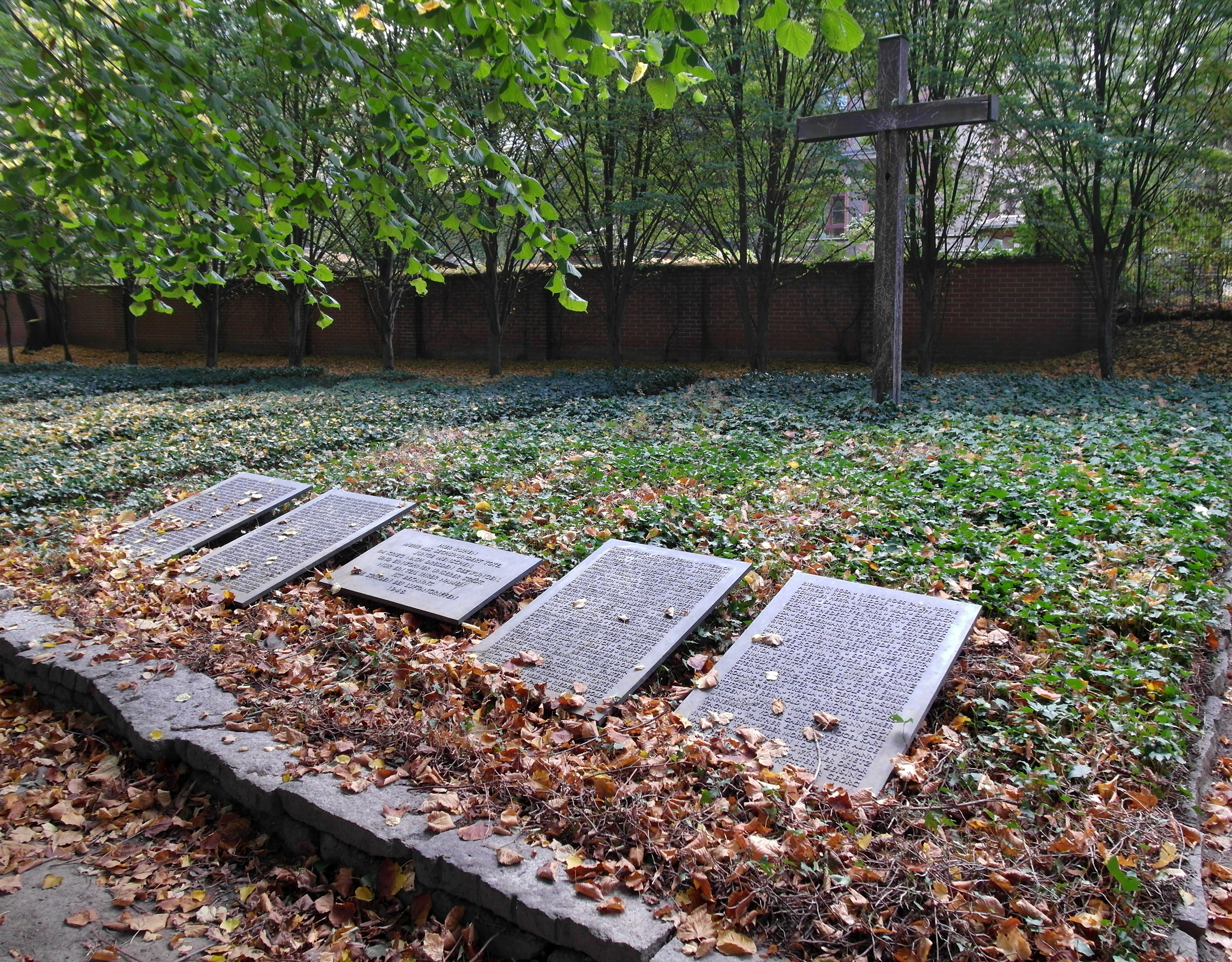
Massengräber mit 924 Bombenopfern (meiste von 17. April 1945) auf Neuem Annenfriedhof (2017)
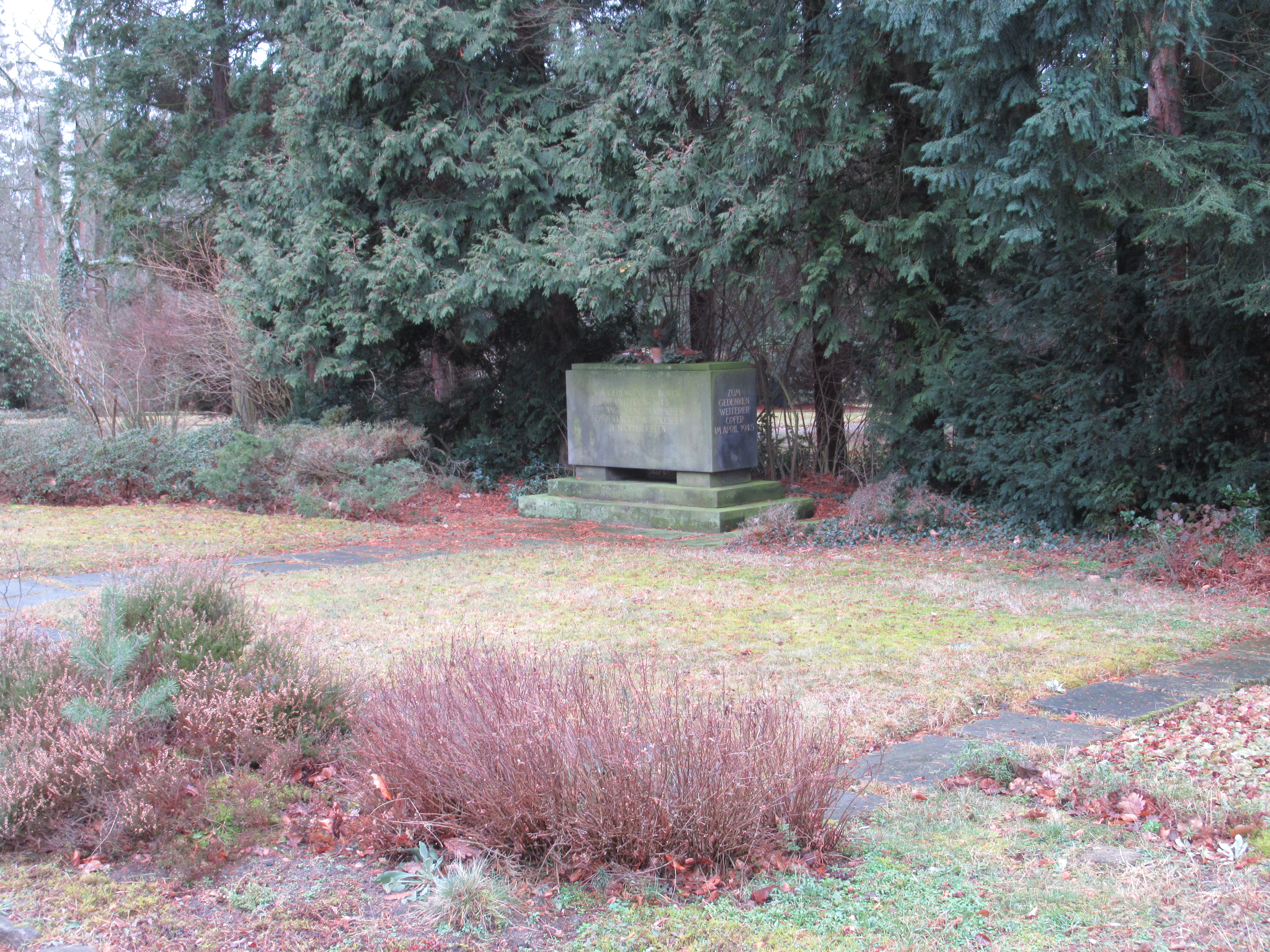
Sammelgrab Bombenopfer auf Nordfriedhof: Feuerwehr, Wehrmacht (2020)
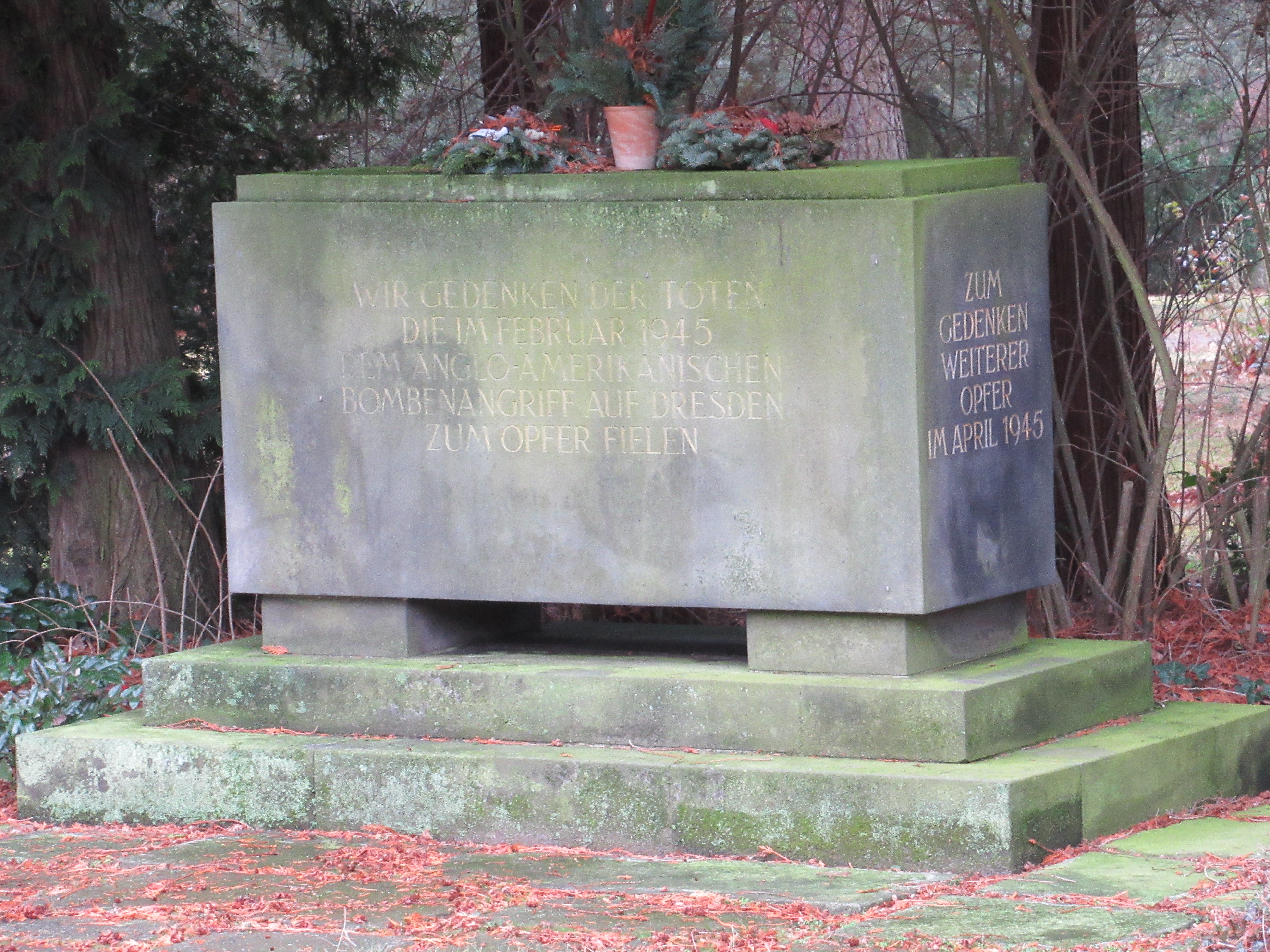
Gedenkstein über Sammelgrab für Einsatzkräfte auf Nordfriedhof (2020)
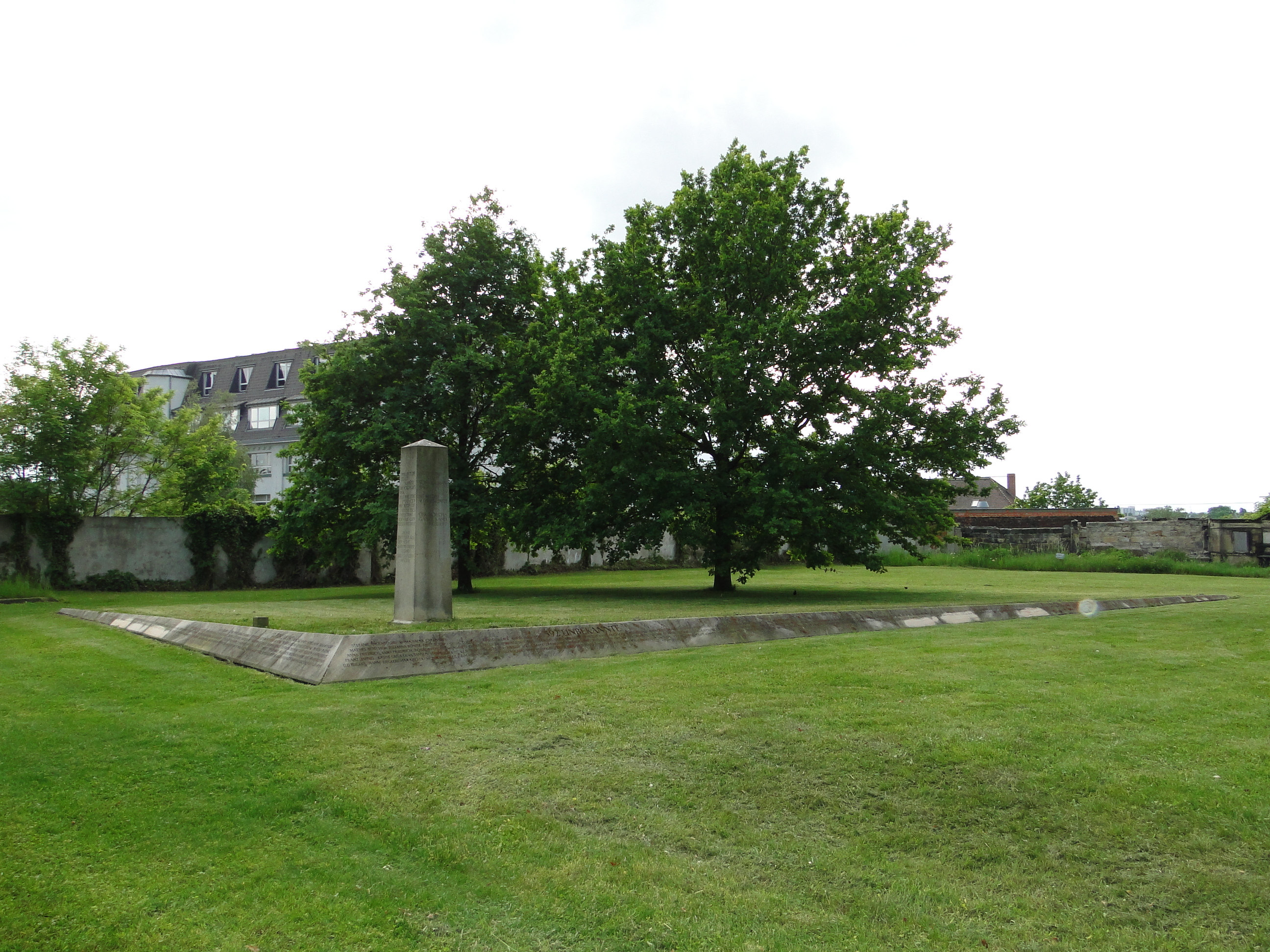
Gedenkstätte über Gräberfeld Alter Annenfriedhof (2012), 740 Luftkriegstote
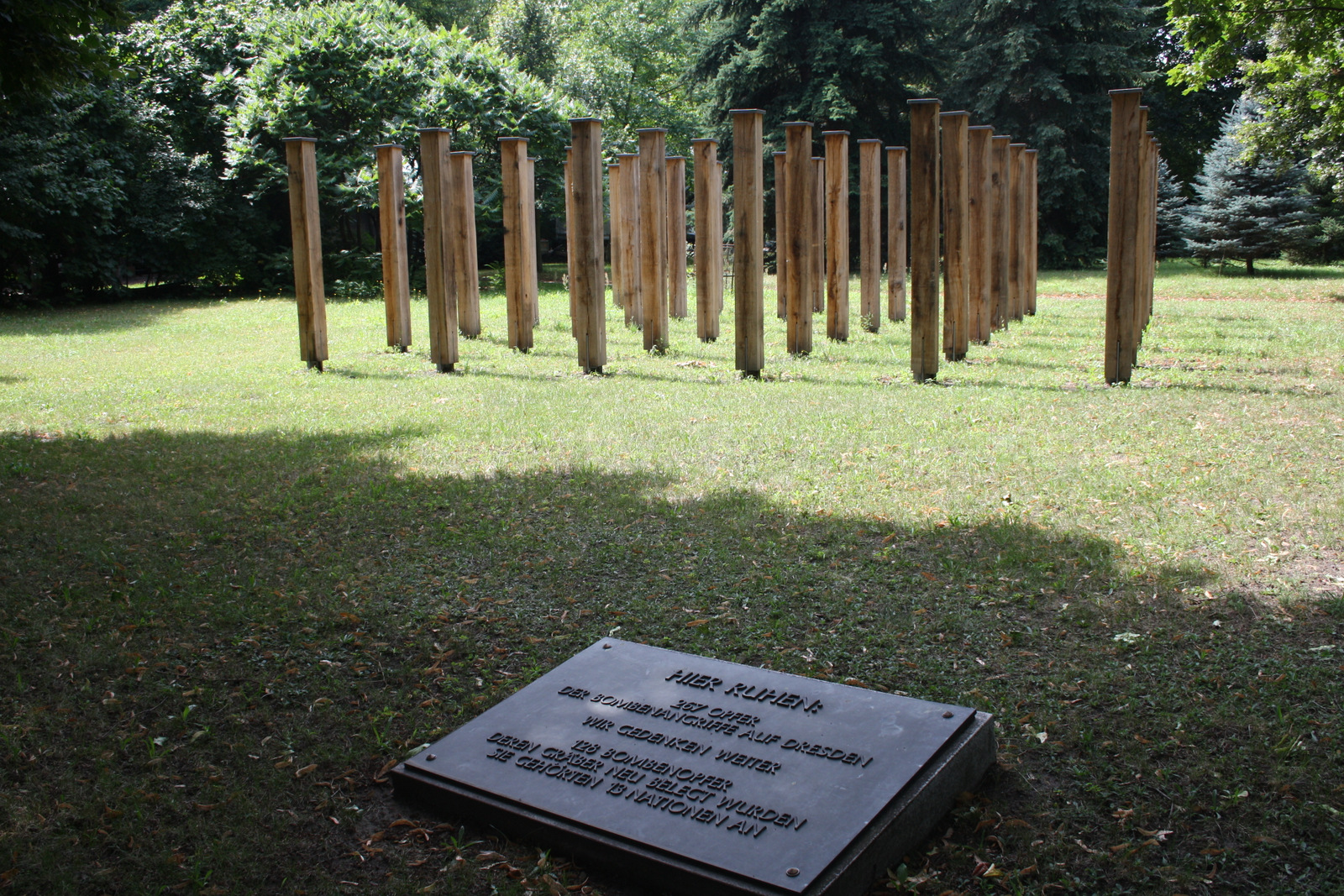
Stelen und Bronzeplatte für 267 Opfer der Bombenangriffe auf Neuem Kathol. Friedhof (2015)
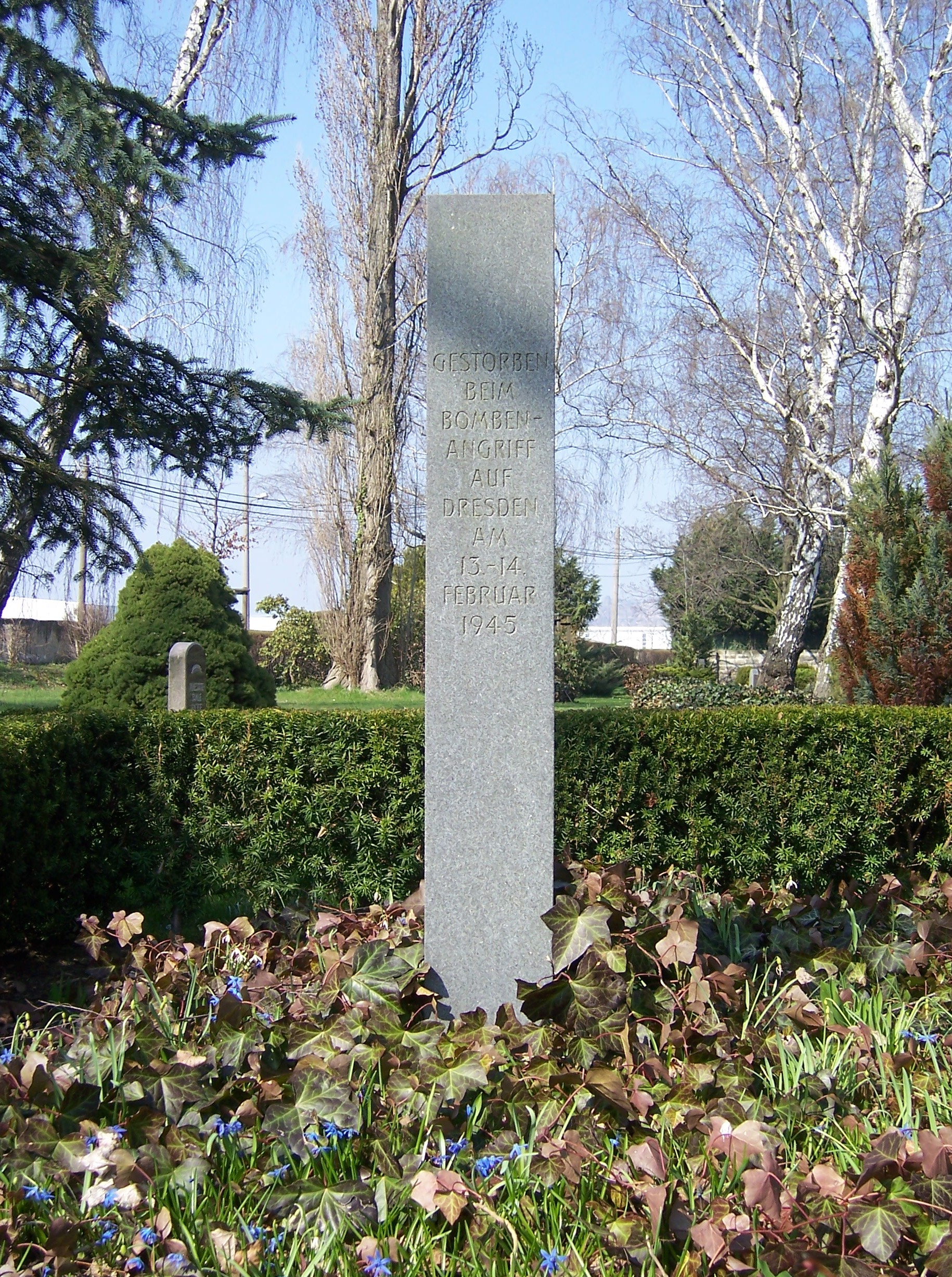
Sammelgrab mit Stele auf „3. Friedhof“ in Kaditz für 59 zivile Bombenopfer (2009)
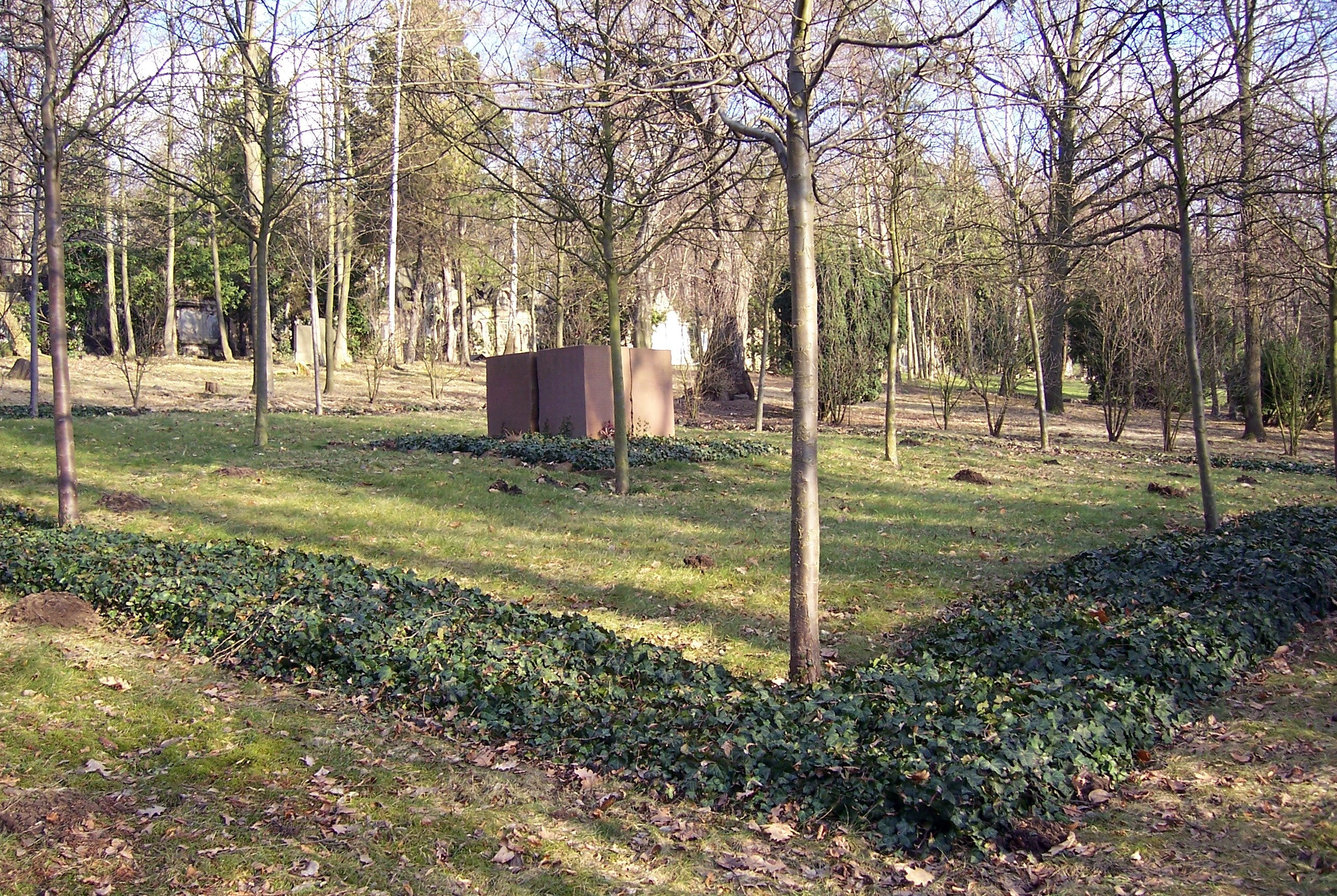
Viergeteilter Quader auf St.-Pauli-Friedhof, ein Teil mit Namen der 200 Bombenopfer (2009)

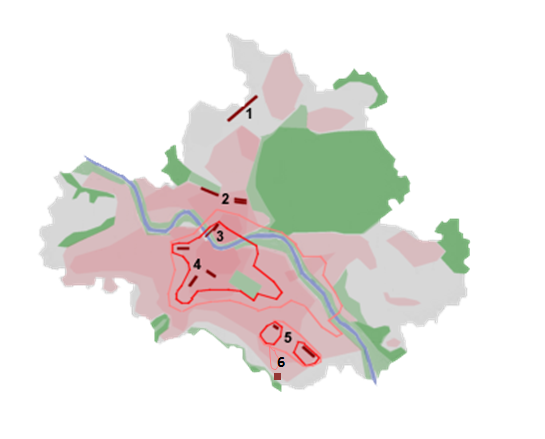
2005年與1945年德勒斯登市區比較圖
戰略目標：
1.Klotzsche機場；2.Albertstadt的軍事建築；3.Bahnhof-Neustadt車站與Marien大橋；4.Friedrichstadt貨運車站、Altstadt的Bahnbetriebswerk與中央車站；5.Reick及Niedersedlitz工業區。
圖例：
綠：公園與森林；紅：被轟炸區；灰：輕度被轟炸區、空地、農地。

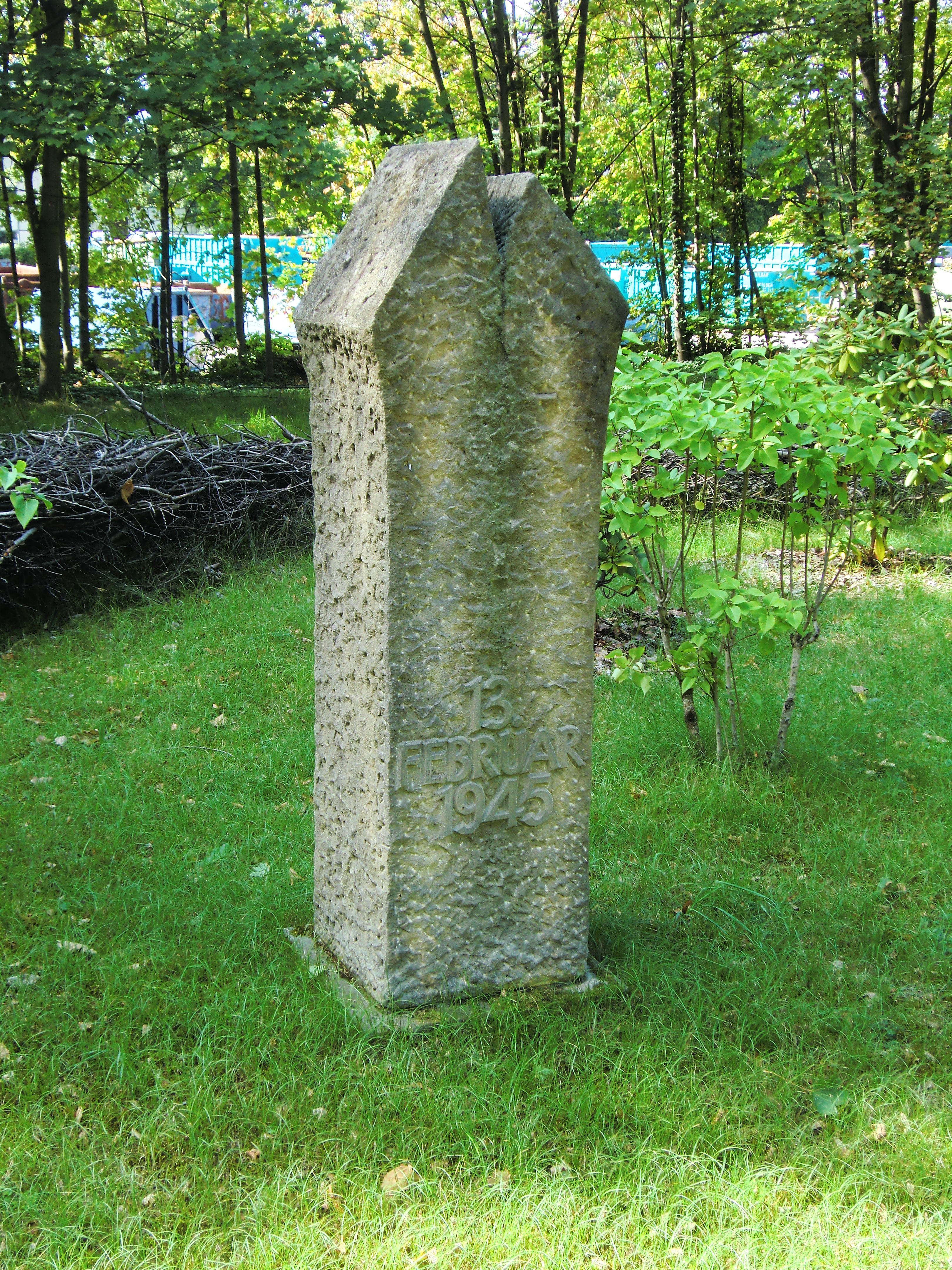
700 Opfer der Luftangriffe auf Äußerem Matthäusfriedhof (2015)
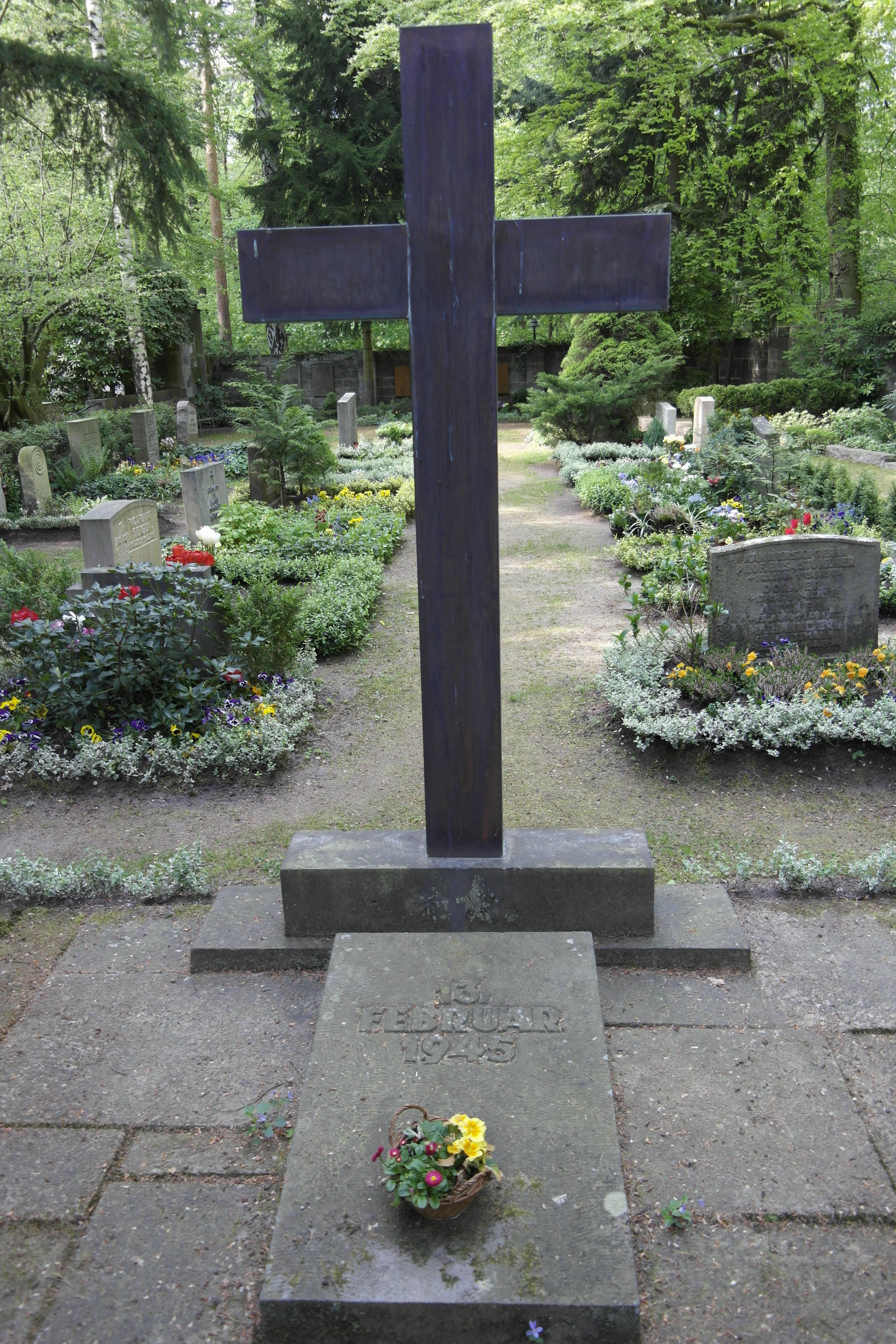
Bombenopfer auf Waldfriedhof Weißer Hirsch (2016)

## 脚注

### 引用
1. ↑  轰炸机数量和炸弹吨位摘自美国空军1953年撰写的一份文件，该文件在1978年之前一直被列为机密 (Angell 1953)。
  - Taylor (2005) 指出共有1100架重型轰炸机和4500吨炸弹。
  - Webster and Frankland (1961) 给出的数字是：1945年2月13日，英国轰炸机司令部出动805架飞机；1945年1月16日至4月17日，美国出动1646架轰炸机。(Webster & Frankland 1961，第198, 108–109頁)

"Mission accomplished" 的存檔，存档日期6 June 2008., 卫报, 7 February 2004.
2. ↑  Harris 1945.
3. ↑   (PDF). Abschlussbericht der Historikerkommission zu den Luftanfriffen auf Dresden zwischen dem 13 un 15 Februar 1945.   [13 July 2023]. （原始内容存档 (PDF)于2023-12-05）.
4. ↑  Evans, Richard J.  Kindle. London: Allen Lane. 2008. para. 13049.
5. ↑  Selden 2004，第30頁: 引用自 Schaffer 1985，第20–30, 108–109頁。注：现在认为这些伤亡数字低于对其他一些轴心国城市的燃烧弹轰炸；如东京大轰炸造成约100,000人死亡；汉堡大轰炸则造成约50,000人死亡。(Grayling 2006，第20頁)
6. ↑  Tustin, Chief Historian Joseph P.  (PDF). United States Air Force in Europe. Office of Information Service Headquarters. 11 December 1954. （原始内容 (PDF)存档于14 February 2022）.
7. ↑  McKee 1983，第62頁.
8. ↑  Dresden was a civilian town with no military significance. Why did we burn its people? 的存檔，存档日期21 April 2016. By Dominic Selwood. 每日电讯报, 13 February 2015
9. ↑  Addison & Crang 2006，Chapter 9 p. 194.
10. ↑  McKee 1983，第61–94頁.
11. ↑  Furlong, Ray. . BBC News. 22 June 2004  [2023-11-30]. （原始内容存档于2006-03-10）.
12. ↑  Neutzner 2010，第68頁.
13. ↑  Bergander 1998，第217頁.
14. ↑  Taylor 2004，第370頁.
15. ↑  Atkinson 2013，第535頁.
16. ↑  . Dresdener Neueste Nachrichten. 24 January 2005  [2023-11-30]. （原始内容存档于2021-03-14） （德语）.
17. ↑  Dresden: Tuesday, February 13, 1945. By Frederick Taylor, 207页，参见参考书目
18. ↑  Dresden: Tuesday, February 13, 1945. By Frederick Taylor, 212页，参见参考书目
19. ↑  Taylor, 参考书目[[[Wikipedia:格式手册/链接#章節|錨點失效]]],212页
20. ↑  Longmate, 参考书目[[[Wikipedia:格式手册/链接#章節|錨點失效]]]332页
21. ↑  "The Bombers" by Norman Longmate", 332页，参见参考书目[[[Wikipedia:格式手册/链接#章節|錨點失效]]]
22. ↑  Dresden: Tuesday, February 13, 1945. By Frederick Taylor,213页，参见参考书目
23. ↑  Dresden: Tuesday, February 13, 1945. By Frederick Taylor, 206-208页，参见#参考书目
24. ↑  HISTORICAL ANALYSIS OF THE 14-15 FEBRUARY 1945 BOMBINGS OF DRESDEN 的存檔，存档日期2010年8月17日，. Prepared by USAF Historical Division Research Studies Institute Air University, II. Section ANALYSIS: Dresden as a Military Target, paragraph 9（backup site 的存檔，存档日期2005-12-28.）pages 14,15 and 16.
25. ↑  AIR FORCE Magazine Online: The Dresden Legend October 2004, Vol. 87, No. 10 的存檔，存档日期2008-01-05.
26. ↑  Berlin: the Downfall, 1945. by Antony Beevor83页，参见参考书目
27. 1 2  Historical Analysis of the 14-15 February 1945 Bombings of Dresden 的存檔，存档日期2010年8月17日，. Prepared by USAF Historical Division Research Studies Institute Air University, II. Table in the Introduction.
28. 1 2  .   [2005-06-23]. （原始内容存档于2012-04-08）.
29. ↑  Dresden im Luftkrieg: Vorgeschichte-Zerstörung-Folgen. by Götz Bergander,参见参考书目
30. ↑  The Bombing of Dresden in 1945 （页面存档备份，存于）, by Richard J. Evans, Professor of Modern History, 哥伦比亚大学, a detailed critique of problems with David Irving's book. �UNIQ704eeea35fa82acd-HTMLCommentStrip34f1f02426d16b5200000001
31. ↑  Frederick Taylor References[錨點失效],497-498页
32. ↑  Frederick Taylor References[錨點失效]365页
33. ↑  Norman Longmante参考书目[[[Wikipedia:格式手册/链接#章節|錨點失效]]]162-164页
34. ↑  Frederick Taylor, References[錨點失效] page 408
35. ↑  Frederick Taylor, References[錨點失效] page 409
36. ↑  USAF Historical Division  references[錨點失效] Paragraphs 25 and 26
37. ↑  Holger Hase und Wolfgang Scheder: Dresdner Kriegsgräberstätten. Erinnerungsorte für die Opfer von Krieg und Gewaltherrschaft. Hrsg. Volksbund Deutsche Kriegsgräberfürsorge. Dresden 2010. S. 44
38. ↑  Holger Hase und Wolfgang Scheder: Dresdner Kriegsgräberstätten. Dresden 2010. S. 91
39. ↑  Holger Hase und Wolfgang Scheder: Dresdner Kriegsgräberstätten. Dresden 2010. S. 23

### 书目
- Beevor, Antony; Berlin: the Downfall, 1945. ISBN 978-0-670-88695-1
- Bergander, Götz , Dresden im Luftkrieg: Vorgeschichte-Zerstörung-Folgen（Wilhelm Heyne Verlag, Munich, 1977）
- Longmate, Norman; "The Bombers", Hutchins & Co,（1983）, ISBN 0-09-151508-7
- Taylor, Frederick; Dresden: Tuesday, February 13, 1945; US review, Pub (NY): HarperCollins, ISBN 978-0-06-000676-1; UK review, Pub (Lon): Bloomsbury. ISBN 978-0-7475-7078-3.
- USAF Historical Division Research Studies Institute Air University Historical Analysis of the 14-15 February 1945 Bombings of Dresden

## 深入阅读
- Grayling, A. C. . New York: Walker Publishing Company Inc. 2006. ISBN 978-0-8027-1471-8.
- US Strategic Bombing Survey Summary Report (European War) September 30, 1945 （页面存档备份，存于）
- RAF Museum 1945 Page:"13-14 February"
- Quotes from accounts and sources regarding the bombing（Spartacus site）
- Alan Forbes on wartime atrocities, Boston Review, October/November 1995
- Reconstruction of the Frauenkirche in Dresden
- Horrific fire-bombing images published, BBC News （页面存档备份，存于）
- In German, but with many pictures of modern buildings, easy to understand （页面存档备份，存于）
- The legacy of Dresden （页面存档备份，存于）
- "Surviving the Firestorm"（Excert from the diary of Victor Klemperer describing the bombing of Dresden）
- The Fire-bombing of Dresden—An eye-witness account （页面存档备份，存于）
- Machine-gunning civilian refugees （页面存档备份，存于）
- The 'Bomber Harris Trust' Homepage
- Necessary or not, Dresden remains a topic of anguish （页面存档备份，存于） By John Keegan Daily Telegraph 31 October 2005
- Winston Churchill and the Bombing of Dresden UK online material from the National Archives.
- Website of the film Asche-1945 （页面存档备份，存于） with a different (german nationalist) point of view.
- German website with a large photo gallery of the bombing （页面存档备份，存于）.
- Williamson Murray The meaning of World War II（PDF）pages 1,5-6.